# Carlo I d'Angiò
Carlo I d'Angiò (Parigi, 21 marzo 1226 – Foggia, 7 gennaio 1285), figlio del re di Francia, Luigi VIII il Leone e di Bianca di Castiglia, fu re di Sicilia dal 1266 fino alla sua cacciata dall'isola nel 1282 in seguito ai Vespri Siciliani. Continuò a regnare sui territori peninsulari del Regno, con capitale Napoli, con il titolo di re di Napoli, fino alla sua morte, avvenuta nel 1285.
Per il matrimonio con Beatrice di Provenza, figlia del conte di Provenza e di Forcalquier Raimondo Berengario IV, Carlo ereditò i titoli del padre di lei e fu conte di Provenza e di Forcalquier dal 1246. Nel 1247, suo fratello Luigi IX il Santo, re di Francia, lo fece conte d'Angiò e del Maine, andando così a fondare un nuovo ramo cadetto dei Capetingi, gli Angioini. Conquistò e si autoproclamò re d'Albania nel 1272, comprò da Maria d'Antiochia, figlia di Boemondo VI d'Antiochia, il titolo di re di Gerusalemme nel 1277, e per il testamento con Guglielmo II di Villehardouin, alla sua morte nel 1278, ereditò il Principato d'Acaia e fu da allora anche principe d'Acaia.
Destinato alla carriera ecclesiastica fino all'inizio degli anni Quaranta, nel 1248 Carlo accompagnò Luigi durante la settima crociata in Egitto. Poco dopo il suo ritorno in Provenza nel 1250, Carlo costrinse tre ricche città autonome - Marsiglia, Arles e Avignone - a riconoscere la sua sovranità, obbligò i nobili e le città provenzali ribelli alla sottomissione e ampliò la sua sovranità su una dozzina di città e signorie nel regno di Arles. Carlo sostenne Margherita II, contessa delle Fiandre e dell'Hainaut contro suo figlio maggiore, Giovanni, in cambio dell'Hainaut nel 1253. Due anni dopo Luigi IX lo persuase a rinunciare alla contea e lo compensò ordinando a Margherita di pagargli 160000 marchi. Nel 1263, dopo anni di trattative, accettò l'offerta della Santa Sede di impadronirsi del Regno di Sicilia degli Hohenstaufen, che comprendeva, oltre all'isola di Sicilia, l'Italia meridionale. Papa Urbano IV proclamò una crociata contro Manfredi di Sicilia e aiutò Carlo a raccogliere fondi per la campagna militare.
Il 5 gennaio 1266, Carlo, nominato governatore e senatore di Roma a vita, fu incoronato re di Sicilia a Roma, il 26 febbraio annientò l'esercito di Manfredi nella battaglia di Benevento e nel 1268 sconfisse il giovane nipote di Manfredi, Corradino, nella battaglia di Tagliacozzo. Nel 1270 prese parte all'ottava crociata organizzata da Luigi IX e costrinse il califfo hafside di Tunisi a rendergli un tributo annuale. Le vittorie di Carlo assicurarono la sua leadership incontrastata tra i guelfi italiani e le sue conquiste in Italia e nel mediterraneo lo resero il fondatore di un grande, ma effimero, impero mediterraneo. Inoltre, la sua influenza sulle elezioni papali e la sua forte presenza militare in Italia spinsero i papi ad incanalare le sue ambizioni verso altri territori e lo aiutarono ad acquisire rivendicazioni sull'Acaia, Gerusalemme e sull'Arles attraverso trattati. Nel 1281 papa Martino IV autorizzò Carlo a lanciare una crociata contro l'Impero Bizantino, egli radunò la sua flotta a Messina per iniziare la crociata, ma lo scoppio della guerra del vespro, il 30 marzo 1282, pose fine al dominio di Carlo sull'isola di Sicilia e alle sue ambizioni sull'Impero Bizantino. Carlo seppe difendere i suoi territori peninsulari (il Regno di Napoli) con l'appoggio della Francia e della Santa Sede, ma morì mentre si stava organizzando per un'invasione della Sicilia.

## Biografia

### Primi anni

#### Infanzia e adolescenza
Ultimogenito di Luigi VIII il Leone e di Bianca di Castiglia, la sua esatta data di nascita non è conosciuta ma si ritiene che possa essere collocabile nel marzo del 1226 o agli inizi dell'anno successivo. Carlo fu comunque l'unico figlio sopravvissuto di Luigi VIII ad essere "nato nella porpora" (ovvero, dopo l'incoronazione del padre), un fatto che egli stesso sottolineò più volte in gioventù, come ha fatto notare il cronista contemporaneo Matthew Paris nella sua Chronica Majora. fu battezzato con il nome di Stefano dal legato pontificio Romano Bonaventura, cardinale diacono di Sant'Angelo in Pescheria; solo più tardi il suo nome venne cambiato in Carlo, con riferimento alla discendenza della famiglia dai Carolingi.
Luigi VIII morì nel novembre 1226 e al trono di Francia gli succedette il figlio maggiore, Luigi IX. Il defunto re avrebbe voluto che i suoi figli più giovani fossero preparati per una carriera nella chiesa cattolica romana, ma la morte prematura di due dei suoi fratelli gli fece ereditare titoli e possedimenti, modificando radicalmente il suo destino. Molto poco si sa della sua educazione, ma si ritiene che abbia ricevuto una buona formazione: sappiamo che era in grado di comprendere le principali dottrine cattoliche e di identificare errori nei testi in lingua latina. È ben documentata anche la sua passione per la poesia, per la medicina e per il diritto.
In seguito Carlo affermò che sua madre aveva avuto un forte impatto sull'istruzione dei suoi figli ma in realtà, Bianca fu pienamente impegnata nell'amministrazione statale e probabilmente poté dedicare poco tempo ai suoi figli più piccoli. A partire dal 1237, Carlo frequentò le corti dei fratelli maggiori, prima in quella di Roberto d'Artois e successivamente, quattro anni più tardi circa, presso quella di Alfonso di Poitiers. La sua partecipazione nel 1242 alla campagna militare contro Ugo X di Lusignano nella contea della Marche dimostra che non fosse più destinato alla carriera ecclesiastica.

#### Provenza e conte d'Angiò
Nel novembre del 1245 re Luigi IX, grazie soprattutto all'opera della madre Bianca, ottenne il decisivo assenso di papa Innocenzo IV al matrimonio tra Carlo e la dodicenne Beatrice di Provenza, che pochi mesi prima, il 19 agosto 1245, alla morte del padre, il conte di Provenza Raimondo Berengario IV, aveva ereditato, pur essendo l'ultimogenita, il titolo di contessa di Provenza e Forcalquier, in quanto le sue tre sorelle maggiori avevano ricevuto ricche doti in occasione dei loro ottimi matrimoni: Margherita era infatti moglie proprio di Luigi IX di Francia, Eleonora era moglie di Enrico III re d'Inghilterra, e Sancha era a sua volta moglie di Riccardo, conte di Cornovaglia: due regine, dunque, e una futura regina.
Alla mano della ricca ereditiera Beatrice aspiravano tuttavia anche i principi delle terre confinanti, Raimondo VII di Tolosa, che aveva appena divorziato da Margherita di Lusignano, e Giacomo I d'Aragona, che, nonostante fosse sposato con Iolanda d'Ungheria, entrò in Provenza e mise sotto assedio il castello ove risiedeva la giovane contessa. Anche l'imperatore Federico II di Svevia (che papa Innocenzo IV aveva recentemente scomunicato per i suoi presunti "crimini contro la Chiesa") fu uno dei pretendenti. Allora Carlo, il fidanzato prescelto in quanto godeva del supporto del pontefice, con un esercito francese mosse verso la Provenza per raggiungere Beatrice prima che lo potessero fare i suoi avversari.
Il 31 gennaio 1246 Carlo sposò Beatrice e, per effetto di questo matrimonio, divenne egli stesso conte di Provenza e Forcalquier; inoltre il re di Francia Luigi IX lo creò in questa occasione Conte d'Angiò e del Maine, secondo quanto aveva disposto il loro padre, generando di fatto un nuovo ramo cadetto dei Capetingi, la dinastia angioina. Carlo visitò raramente le sue due contee, preferendo nominare reggenti che le amministrassero al suo posto. La Provenza faceva parte del Regno di Arles e quindi di conseguenza era parte del Sacro Romano Impero, ma Carlo non giurò mai fedeltà all'imperatore né Federico II aveva la possibilità di intervenire per reclamare questi territori.
Quando Carlo giunse in Provenza, ordinò ai legali e ai contabili al suo seguito di esaminare i suoi diritti di conte e di calcolare quali fossero i servizi e i tributi a lui dovuti. Ciò scatenò la rabbia dei nobili locali e così, Marsiglia, Arles e Avignone - tre città ricche, direttamente soggette all'imperatore - formarono una lega e nominarono un nobile provenzale, Barral di Baux, comandante dei loro eserciti uniti. A favore dei ribelli si schierò anche la suocera di Carlo, Beatrice di Savoia, offesa dalla situazione in quanto riteneva che gli spettasse, a seguito del testamento del defunto Raimondo Berengario, il possesso della contea di Forcalquier e l'usufrutto della Provenza. Carlo non si trovava in grado di intervenire direttamente per sottomettere i rivoltosi poiché si trovava in procinto di unirsi alla crociata promossa da suo fratello; quindi, per ottenere almeno il supporto di Beatrice, fu costretto a riconoscerle il diritto di governare su Forcalquier e a concederle un terzo delle sue entrate dalla Provenza.

#### La settima crociata

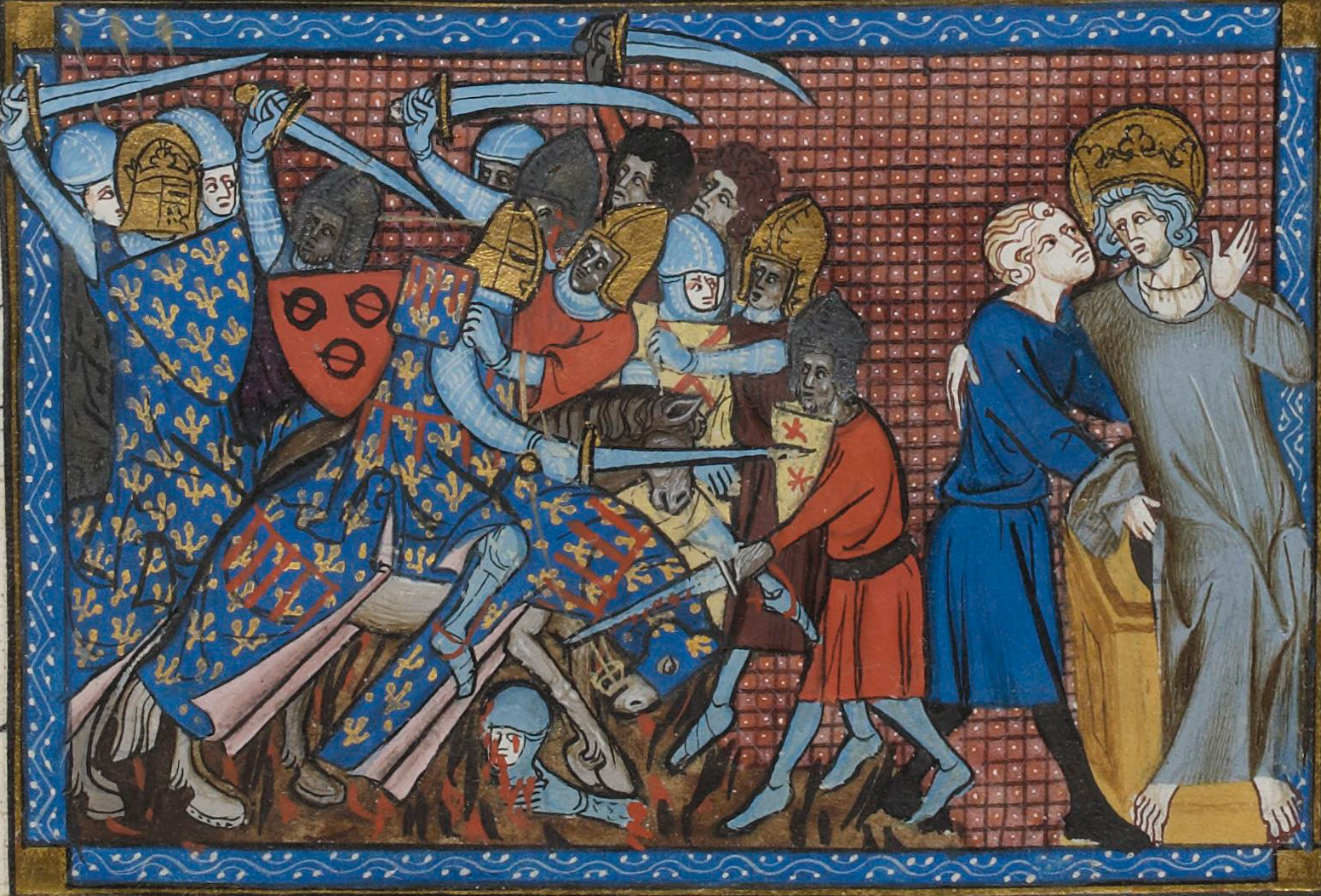
La battaglia di Mansura in un manoscritto del XIV secolo

Nel 1248 partecipò, insieme con suo fratello Luigi IX, alla settima crociata, in Egitto, contro gli arabi della dinastia curdo-musulmana degli Ayyubidi, che avevano conquistato Gerusalemme nel 1245. Dopo anni di preparazione, i crociati si imbarcarono d Aigues-Mortes il 25 agosto 1248. Effettuata una sosta di sei mesi a Cipro, la spedizione raggiunse l'Egitto nel 1249 e, dopo la conquista di Damietta, in giugno, i francesi mossero verso il Cairo nel novembre successivo. Il cavaliere e biografo di Luigi, Jean de Joinville, annotò che Carlo ebbe modo più volte di dimostrare il suo coraggio e il suo valore salvando anche la vita a dozzine di compagni d'arme.
I crociati subirono una dura sconfitta nella battaglia di Mansura, combattuta tra l'8 e l'11 febbraio 1250, dove perì anche il conte Roberto I d'Artois. Dopo la sconfitta, Carlo insieme ad altri membri della famiglia reale, furono fatti prigionieri dagli musulmani ayyubidi per poi essere liberati, dopo breve tempo, dietro pagamento di un pesante riscatto di 800000 bisanti e la resa di Damietta. Durante il loro successivo spostamento verso Acri, re Luigi si dimostrò indignato per il comportamento tenuto da Carlo che giocava d'azzardo mentre egli piangeva la morte di Roberto.
Nella primavera del 1251 Carlo decise di far ritorno in Francia dove erano scoppiate alcune rivolte ad Arles e Avignone. Così, nella seconda metà dello stesso anno, dall'Egitto si imbarcò verso la Provenza accompagnato dal fratello, Alfonso, che durante la crociata aveva ereditato, assieme alla moglie Giovanna, la contea di Tolosa.

### Ambizioni sempre più grandi

#### Provenza, Vallonia, Arles e Piemonte
Durante la sua assenza per la crociata, in Provenza i funzionari di Carlo continuarono la loro indagine sui diritti e sui tributi che spettavano al loro conte, provocando una nuova ribellione. Appena rientrato dovette pertanto affrontarli e per farlo ricorse sia alla diplomazia sia alla forza militare. Già nel 1250 riuscì ad ottenere i diritti secolari sulle rispettive diocesi da parte dell'arcivescovo di Arles e del vescovo di Digne e, grazie all'aiuto militare apportatogli dal fratello, Alfonso sottomise Arles nell'aprile del 1251. Nel maggio successivo, i due fratelli, costrinsero Avignone a riconoscere il loro governo congiunto e un mese dopo strinsero un accordo anche con Barral di Baux. Marsiglia fu l'unica città a resistere per diversi mesi, ma poi nel luglio del 1252 si decise a negoziare; alla fine i marsigliesi riconobbero Carlo come loro signore, ma mantennero i loro organi di autogoverno in materia giudiziaria e fiscale.
Pacificata la Provenza e riaffermata la propria autorità, i funzionari di Carlo poterono continuare ad accertare i suoi diritti, visitando ogni città e svolgendo inchieste pubbliche per ottenere informazioni su tutte le rivendicazioni. La gabella del sale del conte fu introdotta in tutta la contea, i cui proventi costituirono circa il 50% delle entrate statali. Carlo abolì i pedaggi locali e promosse la cantieristica navale e il commercio di grano. Ordinò, inoltre, l'emissione di nuove monete, chiamate provencaux, per facilitare l'uso della valuta locale nelle transazioni minori.
Nel 1250 morì improvvisamente l'imperatore Federico II che era anche il sovrano della Sicilia. All'epoca, il Regno di Sicilia comprendeva l'isola di Sicilia e l'Italia meridionale quasi fino a Roma. Saputa la notizia della scomparsa del celebre imperatore, papa Innocenzo IV affermò che il Regno era tornato di proprietà della Santa Sede in quanto era da essa considerata un proprio feudo. Successivamente, Innocenzo lo offrì a Riccardo di Cornovaglia, ma Riccardo non volle combattere contro il figlio di Federico, Corrado IV di Germania, che lo rivendicava. Allora il pontefice propose di infeudare il Regno a Carlo. Saputa questa possibilità, Carlo si consultò con il fratello Luigi IX che gli proibì di accettare l'offerta, poiché considerava Corrado il legittimo sovrano. Il 30 ottobre 1253 Carlo informò, quindi, Roma che non avrebbe accettato il Regno e di conseguenza Innocenzo scelse di offrirlo a Edmondo di Lancaster.
La regina Bianca, madre di Carlo, che aveva amministrato la Francia durante la crociata di Luigi, morì il 1º dicembre 1252. Poiché si trovava ancora in Terrasanta, re Luigi, nominò Alfonso e Carlo co-reggenti, in modo da non dover ritornare precipitosamente in Francia. Nello stesso tempo, Margherita II delle Fiandre e dell'Hainaut, era entrata in conflitto con il figlio di primo letto, Giovanni di Avesnes. Dopo che gli altri suoi figli nati dal secondo matrimonio furono catturati nel luglio 1253, ella abbisognava di un aiuto, straniero, per ottenere il loro rilascio. Ignorando la decisione di Luigi IX del 1246, secondo la quale l'Hainaut doveva passare a Giovanni, promise la contea a Carlo che l’accettò, costringendo, dopo aver invaso la regione, la maggior parte dei nobili locali a giurargli fedeltà. Dopo il suo ritorno in Francia, Luigi IX insistette affinché la sua precedente sentenza fosse rispettata e quindi, nel novembre 1255, ordinò a Carlo di restituire l’Hainaut a Margherita ma, nel contempo, i figli di quest’ultima, furono obbligati a giurare fedeltà a Carlo e a pagargli 160000 marchi per i successivi 13 anni a titolo di risarcimento.
Carlo fece ritorno in Provenza, che era diventata nel frattempo di nuovo irrequieta. Sua suocera continuò a sostenere il ribelle Bonifaci VI de Castellana e i suoi alleati, ma Luigi IX la convinse, nel novembre 1256, a restituire Forcalquier a Carlo e ad abbandonare le sue pretese. Un colpo di Stato dei sostenitori di Carlo a Marsiglia portò alla resa di tutti i suoi avversari politici. Grazie ad una tale favorevole situazione. Carlo poté continuare ad espandere il suo potere lungo i confini della Provenza per i successivi quattro anni. Da parte del delfino di Viennois ricevette territori nelle Alpi Basse, Raimondo I di Baux, Conte d'Orange, gli cedette il titolo di reggente del Regno di Arles che era stato incorporato nell'impero dall'imperatore d'Occidente, Corrado il Salico, nel 1035 circa, e che comunque, di fatto, non ritornò più a essere un regno autonomo. Nel 1259, i nobili di Cuneo, città strategicamente situata sulle rotte dalla Provenza alla Lombardia, cercarono la protezione di Carlo nel conflitto contro Asti, mentre Alba, Cherasco, Savigliano e altri paesi vicini riconobbero il suo dominio. Ricevette omaggio anche dai regnanti di Mondovì, Ceva, Biandrate e Saluzzo.

#### Trattativa col papa e vittoria su Manfredi
Nel 1258 Manfredi, figlio naturale poi legittimato dell'imperatore Federico II, era stato incoronato re di Sicilia. Dopo che i baroni inglesi avevano dichiarato di opporsi a una guerra contro di lui, papa Alessandro IV dovette rinunciare all'idea di assegnare la Sicilia a Edmondo di Lancaster. Morto Alessandro IV, nel 1261 era stato eletto al soglio pontificio il francese Jacques Pantaléon di Troyes, papa Urbano IV, che, dopo aver constatato che re Manfredi aspirava a portare sotto il suo dominio tutta l'Italia, mandò un suo funzionario a Parigi per negoziare con re Luigi IX la salita del fratello Carlo sul trono di Sicilia in modo da mettere fine al dominio imperiale sull'Italia; all'inizio del 1262 lo stesso Carlo si recò a Parigi per incontrare l'inviato del papa.
Approfittando dell'assenza di Carlo, Bonifaci VI de Castellana fomentò una nuova rivolta in Provenza. I borghesi di Marsiglia espulsero gli ufficiali di Carlo, ma Barral di Baux fermò il propagarsi della ribellione prima del ritorno del conte. Dopo essersi garantito la neutralità della Repubblica di Genova cedendogli Ventimiglia, Carlo riuscì a sconfiggere i ribelli e a costringere Castellane all'esilio. La mediazione intrapresa da Giacomo I d'Aragona portò a un accordo con Marsiglia: le sue fortificazioni furono smantellate ei cittadini cedettero le armi, ma la città mantenne la sua autonomia.
II 29 marzo 1263, con l'approvazione di Luigi IX, il papa scomunicò Manfredi, dichiarandolo altresì decaduto dal trono. Il re di Francia decise, quindi, di sostenere la campagna militare in Italia che Carlo si accingeva a compiere. Per convincerlo, Urbano IV aveva promesso di proclamare una crociata contro Manfredi, mentre Carlo che non avrebbe accettato alcun ruolo politico nelle città italiane. In risposta, Manfredi tentò un colpo di Stato a Roma ma per fermare le ambizioni dello svevo, i guelfi romani elessero Carlo senatore di Roma, carica che equivaleva in pratica a quella di governatore della città. Un gruppo di cardinali chiese, tuttavia, che il papa revocasse tale nomina, ma il pontefice, spaventato dalla minaccia di Manfredi, non volle seguire tale consiglio.

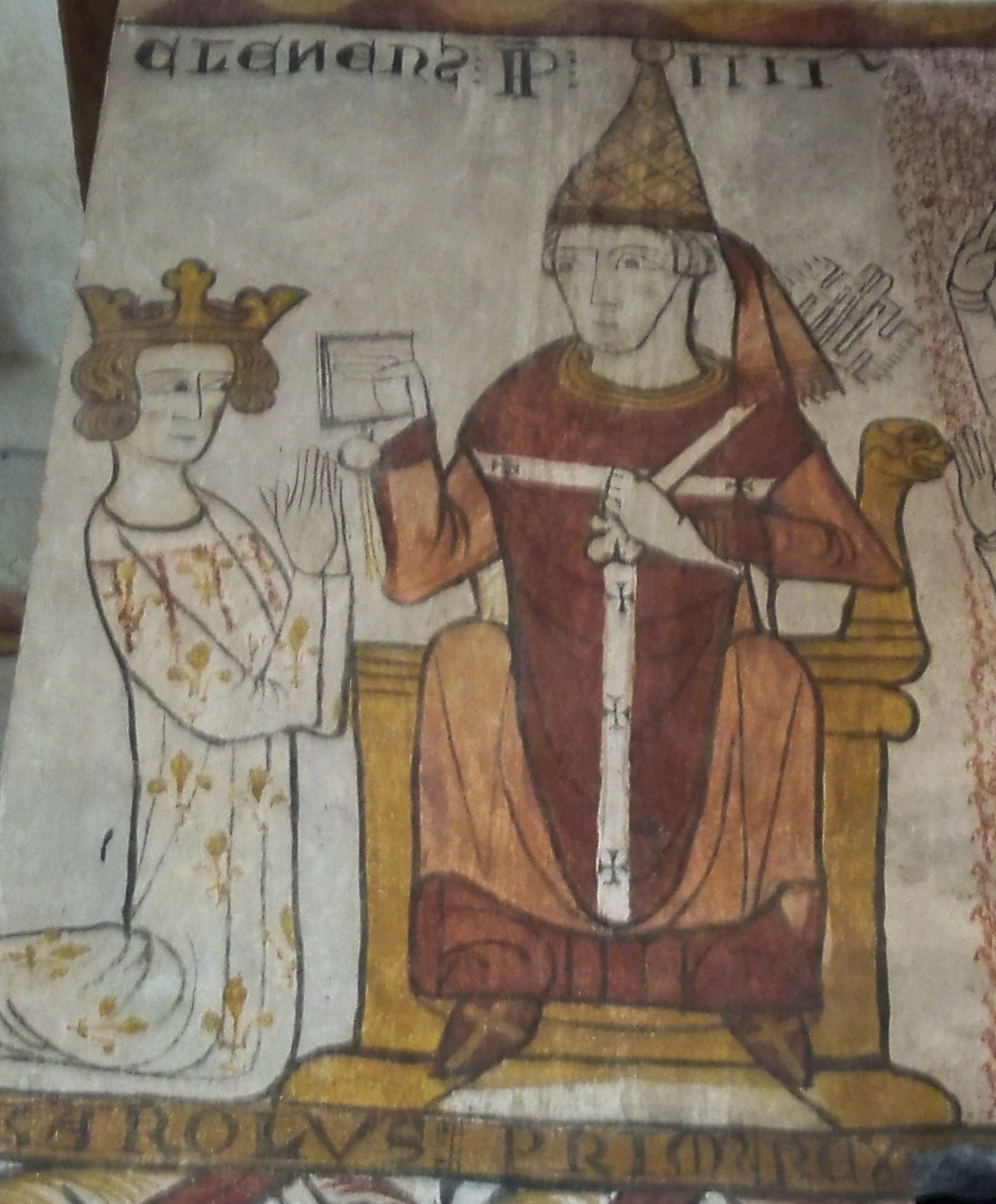
Clemente IV incorona re Carlo, affresco nella Tour Ferrande

Nella primavera del 1264 i cardinali Simon de Brion e Gui Foucois furono inviati in Francia per raggiungere un compromesso e iniziare a raccogliere consensi per la crociata mentre Carlo inviava truppe a Roma per proteggere il papa dagli alleati di Manfredi preparandosi per la discesa in Italia. Su richiesta di Gui Foucois la cognata di Carlo, Margherita, promise che non avrebbe intrapreso azioni ostili a Carlo durante la sua assenza. Gui Foucois convinse anche i prelati francesi e provenzali a offrire sostegno finanziario alla crociata. Papa Urbano morì prima della conclusione dell'accordo finale, Carlo prese accordi per la sua campagna contro la Sicilia durante la Sede vacante; concluse accordi per garantire il transito del suo esercito attraverso la Lombardia e fece giustiziare i capi dei ribelli provenzali.
Gui Foucois venne eletto papa nel febbraio 1265 con il nome di papa Clemente IV e in breve confermò il titolo di senatore a Carlo e lo esortò a venire a Roma. Carlo, dal canto suo, accettò di tenere il Regno di Sicilia come vassallo promettendo che non avrebbe mai cercato di ottenere il titolo imperiale. Carlo, quindi, si imbarcò a Marsiglia il 10 maggio per poi sbarcare a Ostia dieci giorni dopo. Il 21 giugno venne ufficialmente nominato senatore e, una settimana più tardi, ricevette l’investitura da parte di quattro cardinali. Per finanziare ulteriori azioni militari, si fece prestare denaro dai banchieri italiani grazie all'intermediazione del Papa, che lo aveva autorizzato a dare in pegno alcuni beni ecclesiali. A questo punto, il pontefice diede l'incarico d'incoronare Carlo come re di Sicilia a ben cinque cardinali, tra i quali il potente Riccardo Annibaldi, cardinale diacono di Sant'Angelo in Pescheria, Raoul de Grosparmy, cardinale vescovo di Albano, e Gottifredo di Raynaldo, detto anche Goffredo da Alatri, nipote dell'Annibaldi e cardinale diacono di San Giorgio in Velabro. La cerimonia si tenne il giorno dell'Epifania del 1266, nella basilica lateranense, dove, alla presenza di baroni francesi e provenzali, di magistrati e di numerosi prelati, l'Angioino prestò il giuramento di obbedienza alla Chiesa e di osservanza assoluta dei patti sottoscritti, ricevendo infine la corona del regno di Sicilia insieme con la moglie Beatrice. I crociati provenienti dalla Francia e dalla Provenza - secondo quanto riferito si trattava di 6000 cavalieri completamente equipaggiati, 600 arcieri a cavallo e 20000 fanti - arrivarono a Roma dieci giorni dopo.

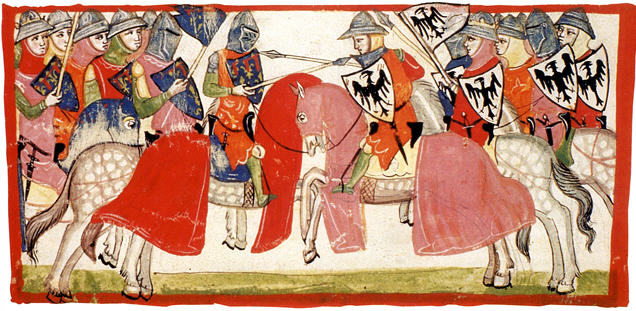
La battaglia di Benevento, miniatura della Nuova Cronica di Giovanni Villani

Poiché non si trovava nelle condizioni di poter finanziare una lunga campagna militare, Carlo decise di muovere verso l'Italia meridionale il più in fretta possibile. Lasciò, quindi, Roma il 20 gennaio 1266, marciò verso Napoli, ma cambiò strategia dopo aver appreso di un raduno di forze fedeli a Manfredi nei pressi di Capua. Di conseguenza Condusse le sue truppe attraverso l'Appennino in direzione di Benevento. Anche Manfredi si precipitò verso la città raggiungendola prima di Carlo. Preoccupato che ulteriori ritardi potessero mettere in pericolo la lealtà dei suoi sudditi, Manfredi attaccò l'esercito di Carlo, ancora impegnato nell'attraversamento delle colline, il 26 febbraio 1266. La battaglia che ne seguì, combattuta nei pressi del ponte sul fiume Calore, si concluse con la sconfitta dell'esercito di Manfredi il quale rimase egli stesso ucciso..
La resistenza in tutto il Regno crollò e le città si arresero ancor prima che le truppe di Carlo le raggiungessero. I Saraceni di Lucera – colonia musulmana fondata durante il regno di Federico II – gli resero omaggio e il comandante francese, Filippo di Montfort, prese il controllo dell'isola siciliana. La vedova di Manfredi, Elena Ducas, e i loro figli furono catturati. Carlo rivendicò la sua dote: l'isola di Corfù e la regione di Durazzo (oggi in Albania) – per diritto di conquista. Le sue truppe conquisteranno Corfù prima della fine dell'anno. Con la vittoria, ottenuta anche grazie al rilevante contributo della cavalleria di Parte Guelfa di Firenze, Carlo, non solo conquistò il regno di Sicilia, ma fece sì che tutta l'Italia passasse sotto il dominio dei guelfi, con l'eccezione di Verona e Pavia, che rimasero fedeli agli Svevi.

#### Re di Sicilia

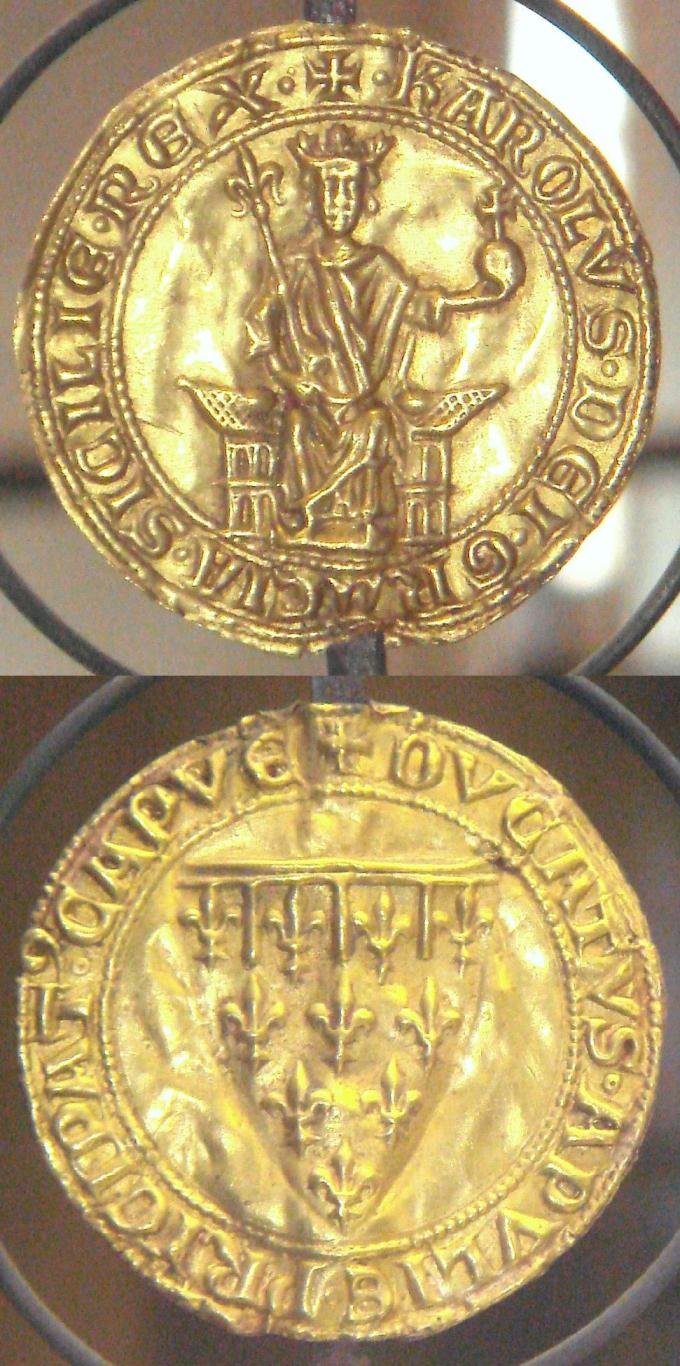
Sigillo d'oro di Carlo I (Cabinet des Médailles, Parigi)

Carlo, dopo aver visto con quanta facilità i nobili del regno avevano tradito Manfredi, non ritenne opportuno fidarsi di loro e finì per imporre un governo dispotico, come aveva già fatto in Provenza vent'anni prima. Non convocò più il parlamento, scelse funzionari governativi stranieri, con l'eccezione degli esattori delle imposte; il commercio che, con gli Svevi, era gestito dai commercianti del regno, in poco tempo passò nelle mani di mercanti e banchieri toscani; il peso dei prelievi fiscali, necessari per mantenere il grande apparato militare e amministrativo angioino, divenne assolutamente insopportabile, e inoltre il clero, per gli accordi sottoscritti da Carlo con Clemente IV, era esentato dal pagamento delle imposte.
Questa situazione portò, in breve tempo, la nobiltà esasperata a cercare un liberatore, che fu presto trovato nella persona di Corradino di Svevia, figlio di Corrado IV, nipote di Manfredi e ultimo discendente della dinastia degli Hohenstaufen, attorno al quale si erano già raccolti i parenti e gli antichi maggiorenti del regno come le famiglie Lancia e Capece. Corradino preparò un piano di invasione della Toscana e un contemporaneo sbarco in Sicilia, guidato da Corrado Capece. Ma il papa nominò Carlo paciere della Toscana, cosa che, usurpando di fatto il potere del vicario imperiale, gli permise di avere tutta la regione sotto controllo, con l'eccezione di Siena e Pisa, che non rinnegarono la fedeltà alla causa ghibellina.
Mentre il Capece, tra agosto e settembre, sollevava la Sicilia, Corradino entrò in Italia e il 21 ottobre giunse a Verona; nel gennaio del 1268 lasciò Pavia e si recò a Vado Ligure, ove si imbarcò con i suoi cavalieri, sbarcando successivamente a Pisa, dove fu raggiunto dal resto del suo esercito, il 2 maggio. Carlo nel frattempo era impegnato a Lucera, dove la guarnigione musulmana, fedele agli svevi, si era ribellata il 2 febbraio e resisteva energicamente agli assalti dei soldati angioini.
Corradino allora, raggiunta Roma il 24 luglio, si diresse verso Lucera, mentre Carlo, lasciato l'assedio, gli andò incontro cosicché i due eserciti si scontrarono, il 23 agosto 1268, ai Piani Palentini, tra Scurcola Marsicana e Albe, dove, pur essendo in netta inferiorità numerica, l'esercito del sovrano angioino ebbe la meglio, in quella che fu detta Battaglia di Tagliacozzo.

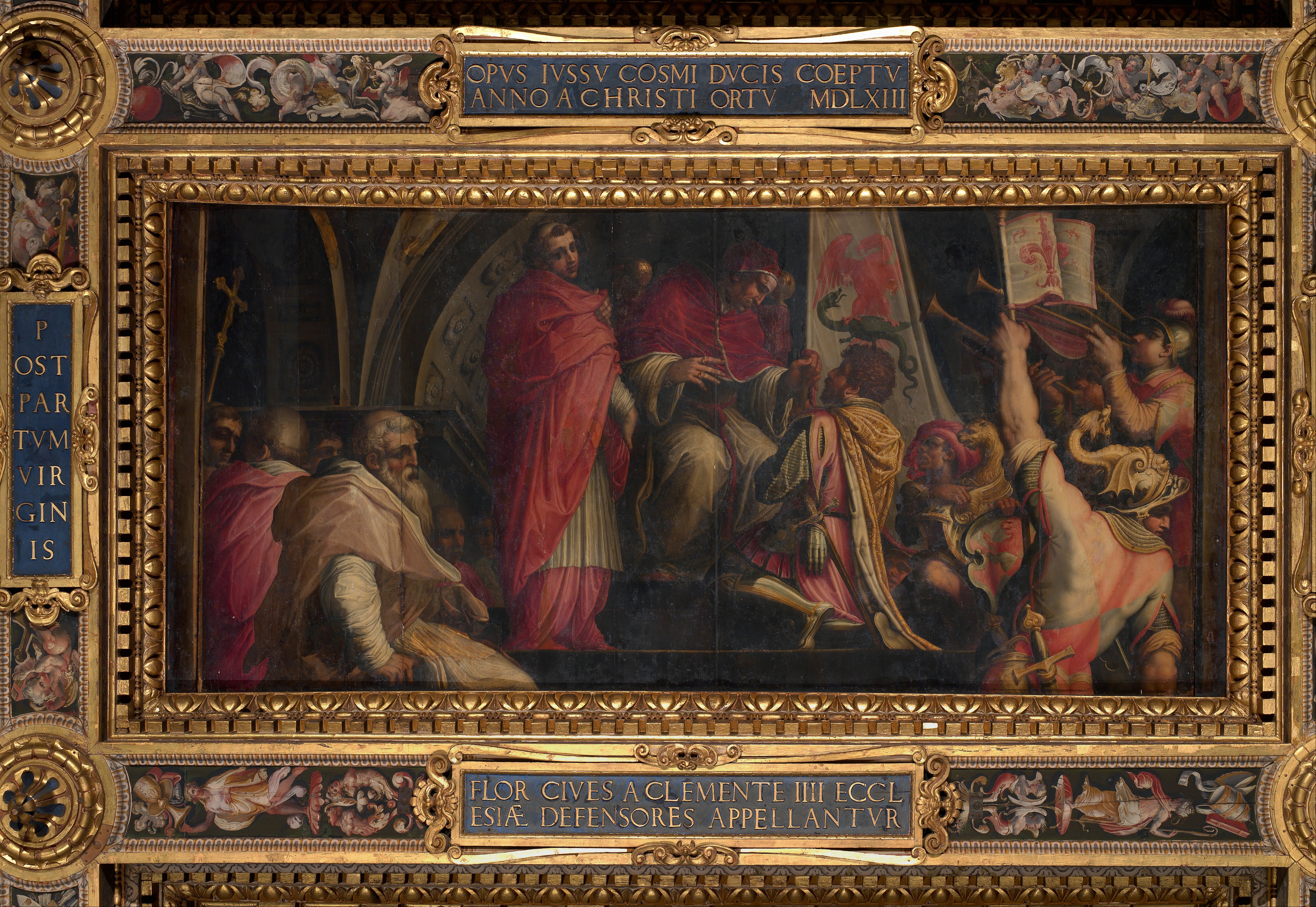
Clemente IV consegna le proprie insegne ai Cavalieri di Parte Guelfa di Firenze - Giorgio Vasari - Firenze - Palazzo Vecchio, XVI secolo

Corradino riuscì a fuggire e cercò rifugio a Roma, ma non trovò alcun sostegno nella Città Eterna, i cui abitanti erano rimasti terrorizzati da alcune tremende rappresaglie compiute poco tempo prima dagli angioini. Lo svevo, con pochi seguaci, cercò allora di raggiungere il mare ma, tradito, fu catturato nella Campagna romana, nei pressi di Nettuno, e, tradotto a Napoli, vi fu condannato a morte e giustiziato sulla piazza del Mercato, il 29 ottobre 1268. La maggior parte dei ribelli si sottomise spontaneamente, mentre Lucera si arrese il 27 agosto 1269 e dove Carlo decise di costruire una grande fortezza contro i suoi abitanti; la rivolta siciliana fu spenta nel 1270 e Capece fu messo a morte.
Questo evento segnò, in definitiva, la fine del partito ghibellino in Italia.
Nel frattempo, nel 1268, Carlo, che l'anno precedente era rimasto vedovo di Beatrice di Provenza, aveva sposato in seconde nozze, Margherita di Borgogna (1248 - 1308), contessa di Tonnerre.
Ucciso Corradino, l'Angioino riprese a governare in modo ancor più rigidamente dispotico, sostituì i baroni ribelli con nobili francesi, confiscò tutti i beni agli avversari e trasferì la capitale del regno da Palermo a Napoli, all'epoca principale centro della Terra di Lavoro.
Tra il 1269 e il 1283, Carlo fa realizzare, in due fasi di programma, la fortezza di Lucera dotata di una cinta muraria lunga circa 900 metri, inglobando al suo interno il palatium di Federico II, creando così una cittadella militare cattolica, abitata da franco-provenzali, per tenere sotto costante controllo la roccaforte islamica lucerina.
Al tempo stesso re Carlo provvide a far ricostruire integralmente la città di Ariano (strenuamente fedele al papato) e le relative chiese che nel 1265 erano state distrutte a tradimento proprio dagli svevi e dai musulmani provenienti da Lucera.

### Un impero mediterraneo

#### Supremazia in Italia

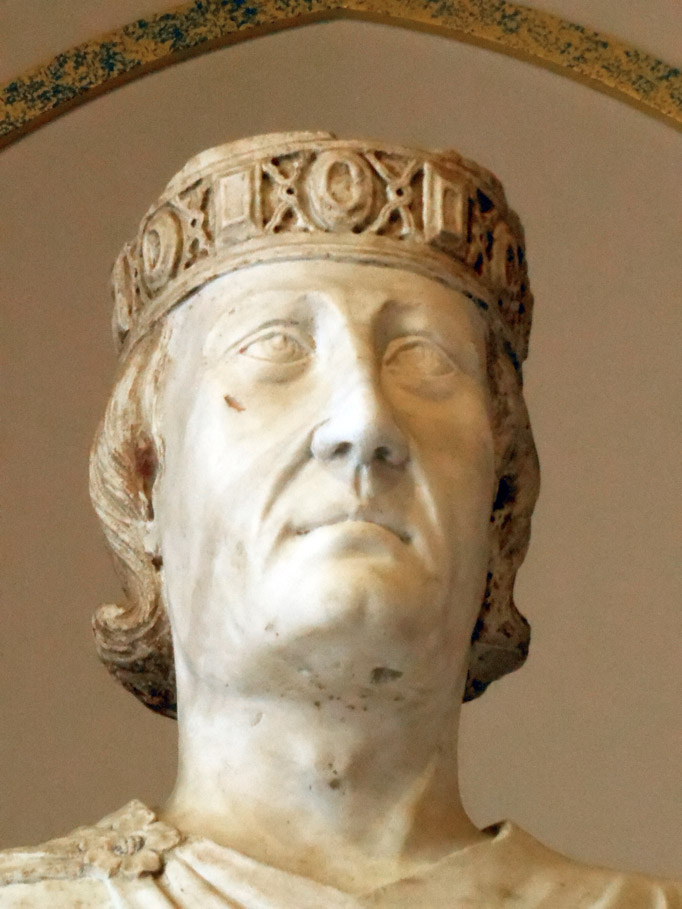
Ritratto di Carlo I d'Angiò, statua in marmo di Arnolfo di Cambio (Roma, Musei Capitolini)

Il sovrano angioino, che il 17 aprile 1268 era stato nominato dal papa vicario imperiale per la Toscana, avrebbe voluto estendere il proprio dominio sull'intera Italia, ma non poteva farlo per gli accordi a suo tempo stipulati con Clemente IV, che morì peraltro il 29 novembre dello stesso anno. Allora Carlo, per avere mano libera in Italia, fece ogni possibile pressione perché nel conclave di Viterbo non si raggiungesse in tempi brevi la maggioranza dei due terzi necessaria per eleggere il nuovo pontefice.
Il sovrano, combattendo, confermò la sua supremazia in Toscana anche grazie ai suoi vicari Jean Britaud e Guido di Montfort e nel 1270 anche Siena passò ai guelfi; la sola Pisa rimase ghibellina, ma fu costretta alla pace da Carlo. Nello stesso anno sottomise Torino e Alessandria e divenne signore di Brescia. Avrebbe voluto la signoria di tutte le città di fede guelfa ma ottenne solo un giuramento di fedeltà che lo metteva comunque a capo della fazione guelfa, al tempo predominante in Italia. Per l'occupazione della Toscana Carlo sbarcò in forze in Versilia, assalendo la Rocca di Motrone e proseguendo per Lucca, Serravalle, Pistoia e Firenze.

#### L'ottava crociata a Tunisi

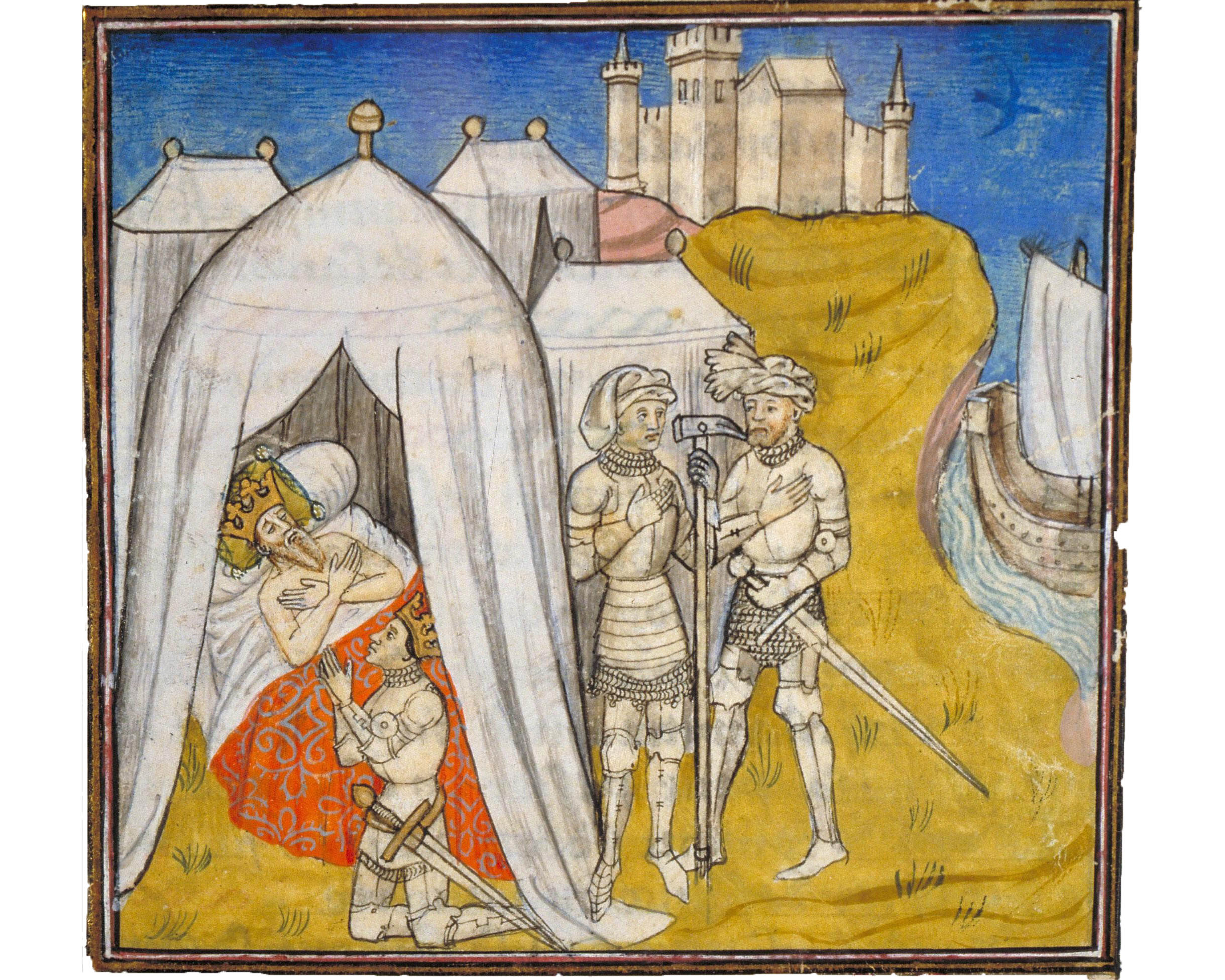
Carlo d'Angiò sul letto di morte del fratello, il re di Francia Luigi IX, a Tunisi

Nel 1270 Carlo accettò, senza particolare entusiasmo, di aiutare il fratello, Luigi IX di Francia, nell'ottava crociata, che doveva essere combattuta inizialmente contro Tunisi, per tentare di convertire al cristianesimo il califfo Muhammad I al-Mustansir (al quale lo stesso Carlo non aveva rinnovato il trattato stipulato da Manfredi e scaduto nel 1269), con lo scopo evidente di portare poi con facilità la guerra da Tunisi contro i mamelucchi dell'Egitto e della Siria. Carlo giunse così a Cartagine il 25 agosto 1270, ma, proprio nello stesso giorno del suo arrivo, re Luigi morì per una grave forma di dissenteria, la stessa patologia che, appena quattro giorni prima, aveva portato a morte anche un altro fratello del re, Alfonso. Il sovrano angioino assunse allora il comando della crociata e finì per perseguire unicamente il proprio interesse; così il 1º novembre stipulò un nuovo trattato con il califfo, nel quale il tributo veniva raddoppiato e Carlo otteneva anche il pagamento dell'intera indennità di guerra, nonché l'espulsione da Tunisi di tutti i nobili ribelli che vi si erano rifugiati. Tra lo sconcerto di molti crociati, Carlo poté poi rientrare in Sicilia e sbarcò a Trapani il 22 novembre 1270, portando con sé i resti mortali di re Luigi, per farlo seppellire in Francia, ma anche con l'evidente intenzione di rivolgere le sue mire di conquista ai territori dei Balcani.

#### Impero latino, Principato d'Acaia e conquista dell'Albania
Già nel 1267, il 27 maggio, a Viterbo, di fronte a papa Clemente IV, Carlo aveva concluso con l'imperatore latino, Baldovino II, in esilio dal 1261, un trattato che prevedeva il matrimonio di Filippo di Courtenay, figlio di Baldovino, con Beatrice, figlia di Carlo, insieme con l'impegno reciproco di riconquistare Costantinopoli. All'accordo aderì anche Guglielmo II di Villehardouin, principe d'Acaia, che pose i suoi domini sotto la sovranità di Carlo, gli fu devoto alleato e diede in matrimonio (1271) la propria erede, Isabella, al figlio di Carlo, Filippo; per questo accordo alla morte di Guglielmo il principato sarebbe passato, per testamento, agli angioini, cosa che accadde puntualmente nel 1278.
Nel 1271 il sovrano angioino attraversò l'Adriatico e, in febbraio, occupò Durazzo. Nel febbraio del 1272, dopo avere conquistato una vasta zona dell'interno, si autoproclamò re d'Albania; peraltro, mentre stava organizzando una spedizione contro Costantinopoli, l'arrivo a Roma e l'incoronazione del nuovo papa, Gregorio X, bloccò i piani di Carlo, perché l'imperatore di Bisanzio, Michele VIII Paleologo, promise al papa la riunificazione di tutti i cristiani, riconoscendo la supremazia del pontefice; inoltre, dopo questo impegno, l'imperatore prese iniziative militari in Albania e in Acaia contro Carlo, che, a sua volta, continuò a fare alleanze con Serbi e Bulgari, con l'obiettivo di conquistare Costantinopoli. In particolare, dopo che Giorgio Terter I era stato eletto zar dei Bulgari (1280-1292), Carlo strinse con lui un'alleanza, per combattere e abbattere l'impero di Bisanzio. Diversi anni dopo, l'elezione a papa - avvenuta il 22 febbraio 1281 - del vecchio amico Simon de Brion, papa Martino IV, alla quale aveva fatto seguito la scomunica dei Bizantini, il 10 aprile dello stesso anno, sembrò agevolare le aspirazioni dell'angioino. Ma la sopravvenuta rivolta dei Vespri siciliani, che nel 1282 costò al sovrano la perdita della Sicilia e lo obbligò ad una lunga e difficile guerra con gli aragonesi, fece naufragare tutte le ambizioni che egli aveva coltivato sui Balcani.
Nel frattempo, nel 1277, Carlo aveva comperato, da Maria d'Antiochia, il titolo di Re di Gerusalemme.

### Crollo dell'impero

#### Guerra di Genova e perdita di influenza sull'Italia settentrionale

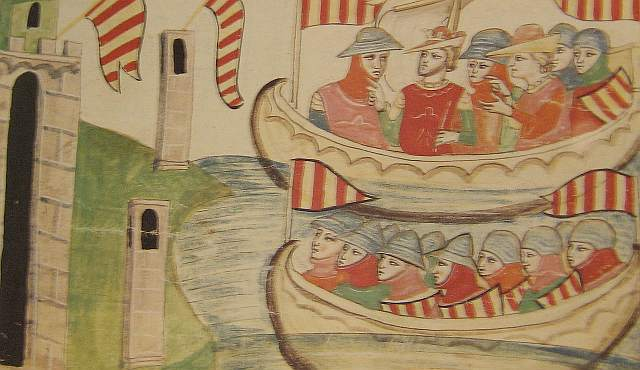
Pietro III d'Aragona sbarca a Trapani, miniatura dalla Nuova Cronica di Giovanni Villani (Biblioteca Vaticana)

Dopo il 1270 a Genova i ghibellini avevano riconquistato il potere e i genovesi non appoggiavano più la politica di Carlo che, a sua volta, organizzò gli esuli guelfi e, nel 1273, attaccò la città, ma venne sconfitto sia per terra sia per mare.
I ghibellini genovesi si erano alleati dapprima con Alfonso X di Castiglia e, successivamente, con Tommaso I di Saluzzo, riuscendo così a sconfiggere Carlo e a espellerlo dal Piemonte, finendo poi per combatterlo anche in Lombardia. Carlo, dopo avere subito alcune sconfitte, anche perché gli era mancato un significativo sostegno dai Della Torre, perse definitivamente il controllo dell'Italia settentrionale; in quegli anni la sua posizione si indebolì notevolmente anche in Toscana.

#### I Vespri siciliani

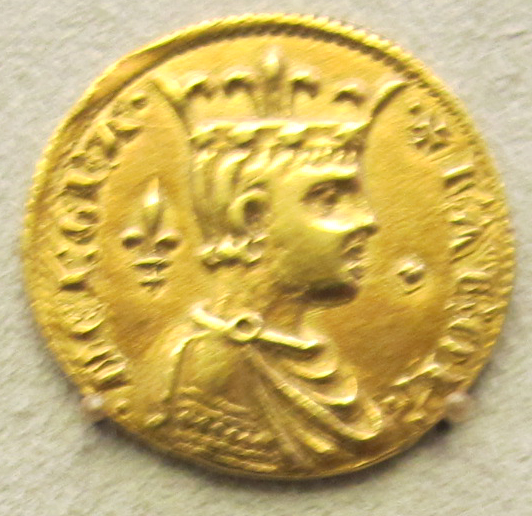
Moneta d'oro emessa nel Regno di Sicilia (Zecca di Messina) tra il 1266 ed il 1278.

La politica bellicosa e dispendiosa di Carlo e le conseguenti forti imposizioni fiscali scatenarono malcontento in tutto il Regno, particolarmente in Sicilia: gli abitanti dell'isola, infatti, non avevano assolutamente digerito la decisione di Carlo d'Angiò di trasferire la capitale del Regno da Palermo a Napoli e soffrivano ancor più il regime poliziesco che lo stesso re aveva instaurato, in maniera indiscriminata e con mano ferrea, verso tutti i suoi sudditi, applicando una politica autoritaria ed estremamente vessatoria. Il germe di una violenta reazione covava tra i palermitani, che avevano visto la loro città perdere il ruolo di capitale e i loro territori espropriati e suddivisi tra vari nuovi baroni francesi.
La sollevazione popolare che andava preparandosi esplose, per apparenti ragioni di interesse privato, il 30 marzo 1282, giorno del Lunedì di Pasqua, a Palermo, prima della funzione religiosa serale dei Vespri. In poco tempo gli Angioini furono scacciati da tutta l'isola, tranne che nell'imponente castello di Sperlinga, dove alcuni soldati di Carlo d'Angiò, capeggiati da Petro de Lamanno, resistettero all'assedio per tredici mesi. Un'iscrizione latina sul vestibolo del Castello di Sperlinga ricorda questo famoso evento: Quod Siculis placuit, sola Sperlinga negavit. Il 25 luglio, Carlo, con le forze destinate alla guerra greca sbarcò in Sicilia e pose l'assedio a Messina, che resistette eroicamente per due mesi.
I siciliani, si rivolsero allora al re di Aragona e Valencia, Pietro III il Grande, marito di Costanza di Hohenstaufen, figlia di Manfredi. Il sovrano aragonese sbarcò a Trapani, con circa 9.000 armigeri, il 30 agosto, causando, meno di un mese più tardi, la fuga di Carlo, che, il 26 settembre, fu costretto a lasciare la Sicilia, perdendone di fatto il regno.

#### Guerra contro gli aragonesi e morte di Carlo

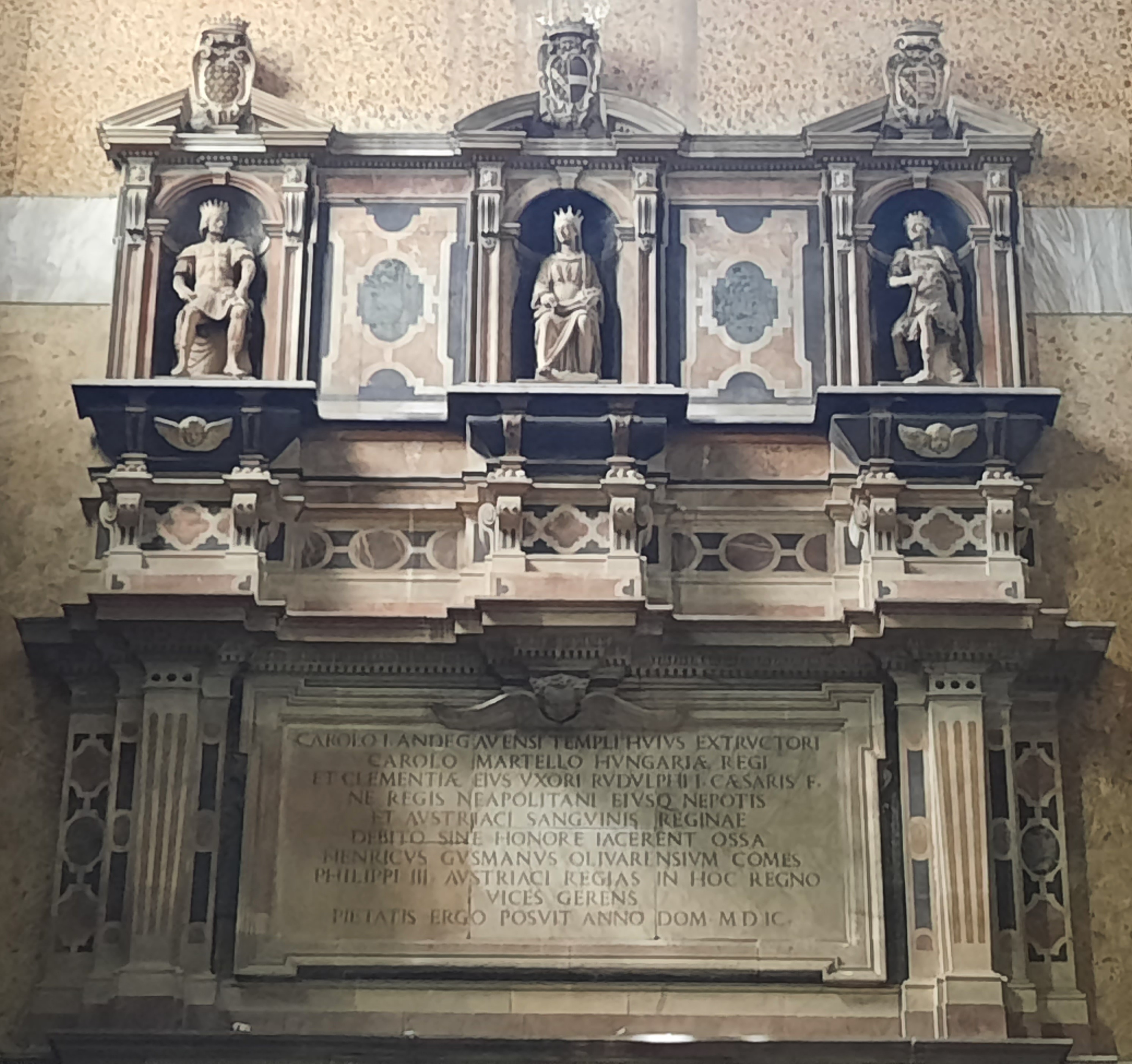
Domenico Fontana, Sepolcri di Carlo d'Angiò (la statua in cui è raffigurato è la prima a sinistra), Carlo Martello e Clemenza d'Asburgo nella controfacciata del Duomo di Napoli

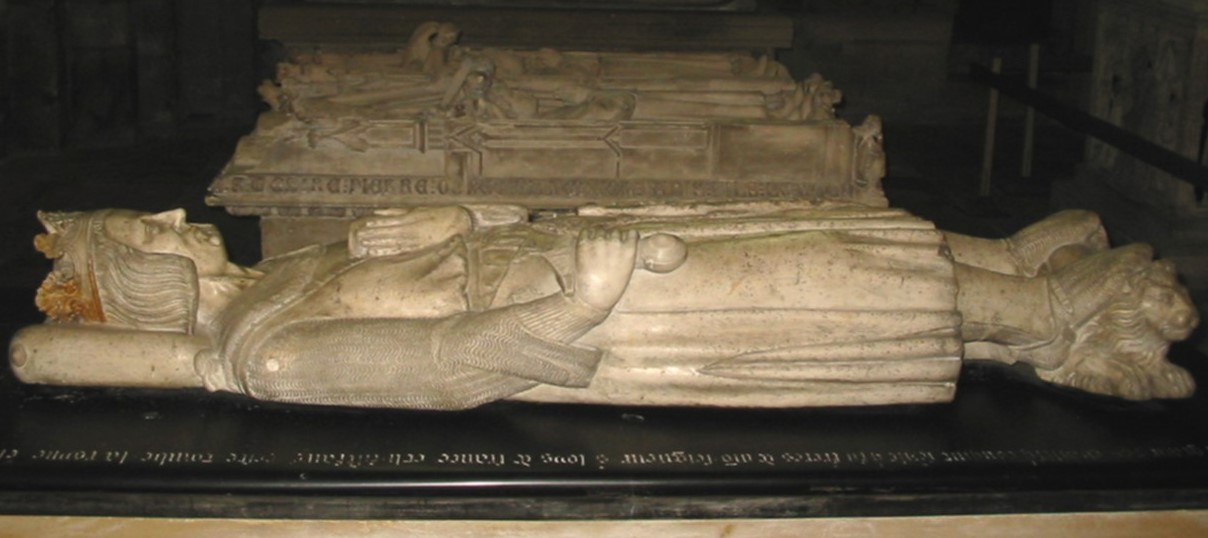
Statua giacente di Carlo, Basilica di Saint-Denis

Pietro III d'Aragona, aveva indetto nel 1281 una crociata contro i musulmani dell'Africa settentrionale e, senza aver ottenuto né l'approvazione né tanto meno gli aiuti economici di papa Martino IV, nel giugno del 1282, era comunque sbarcato in Barberia, non lontano da Tunisi, per poter essere vicino alla Sicilia. Come sopra precisato, alla fine di agosto Pietro portò le sue forze nella stessa Sicilia, occupando in poco tempo tutta l'isola, cosicché il 26 settembre sbarcò in Calabria, dove gli almogaveri (mercenari per lo più catalani, dotati di giavellotti e spada corta, famosi per coraggio e crudeltà), insieme con gli armati siciliani, fecero solo azioni di guerriglia senza reali conquiste territoriali. Alla fine del 1282 si era dunque determinato uno spaccamento del Regno di Sicilia in due parti: la Sicilia, intesa come territorio dell'isola, in mano agli aragonesi, e il resto del regno, sul continente, in mano a Carlo e agli Angioini.
Pietro si proclamò re di Sicilia (con l'antico titolo federiciano Pietro I Rex Siciliae, ducatus Apuliae et principatus Capuae), e nominò Ruggero di Lauria Ammiraglio in capo della flotta d'Aragona, e Giovanni Da Procida Gran Cancelliere del regno aragonese di Sicilia. A seguito di tutto ciò, nel novembre dello stesso anno, Pietro fu scomunicato dal papa Martino IV, che non solo non lo riconobbe come re di Sicilia, ma lo dichiarò decaduto anche dal regno di Aragona che offrì al principe Carlo, terzogenito del re di Francia Filippo III l'Ardito, e futuro conte di Valois. Re Pietro, allora, lasciata la moglie Costanza in Sicilia come reggente, rientrò in Aragona, anche per preparare una tenzone con l'Angioino, una sorta di giudizio di Dio che peraltro non ebbe mai effettivamente luogo e che avrebbe dovuto prevedere lo scontro di 100 cavalieri per ciascuna delle due parti

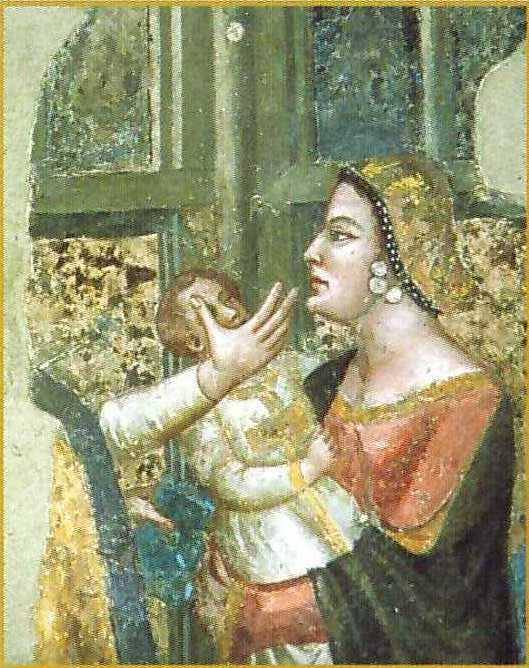
Giovanna I d'Angiò con in braccio Carlo, futuro duca di Calabria.

Carlo, nel luglio del 1283, tentò un'invasione della Sicilia concentrando una flotta a Malta, ma l'ammiraglio Ruggero di Lauria sventò il tentativo sorprendendo la flotta e distruggendone una parte.
I maggiorenti francesi in due assemblee a Bourges (novembre 1283) e a Parigi (febbraio 1284) avevano invocato una crociata contro il regno d'Aragona. Papa Martino IV proclamò nel giugno 1284 da Orvieto la Crociata aragonese, alla quale avevano aderito con entusiasmo sia Carlo d'Angiò sia Filippo III di Francia. Il papa oltre all'assistenza spirituale diede una consistente somma di denaro a Carlo che preparò così una flotta in Provenza, che avrebbe poi dovuto unirsi a un'altra parte della flotta, che attendeva nel porto di Napoli, per incontrarsi successivamente a Ustica con il resto della flotta, composto da trenta galere, con a bordo l'armata italo-angioina, proveniente da Brindisi.
Ma il 5 giugno la flotta siciliano-aragonese, sotto il comando del Lauria si presentò dinanzi al porto di Napoli e il principe di Salerno e figlio di Carlo, Carlo lo Zoppo, disobbedendo all'ordine del padre di non muoversi prima del suo arrivo dalla Provenza, uscì dal porto con la sua flotta napoletana per combattere il Lauria, che invece lo sconfisse e fece prigioniero lui e parecchi nobili napoletani. Quando il sovrano arrivò a Gaeta e seppe della sconfitta maledisse il figlio, ma dovette rinunciare all'invasione della Sicilia; assediò allora invano Reggio e poi, con le truppe assottigliate dalle diserzioni, si diresse in Puglia per riorganizzarsi e imporre l'esazione di nuove imposte.
Durante il viaggio, gravemente ammalato e stremato da una febbre persistente, morì a Foggia il 7 gennaio 1285. Le sue spoglie sono conservate nella controfacciata del Duomo di Napoli mentre in Francia fu realizzato alcuni decenni dopo la sua morte un monumento funebre, caratterizzato da una statua giacente del sovrano, conservato nella Basilica di Saint Denis, mentre nel duomo di Foggia una pietra funebre parietale, reperto-rimanenza lapidaria dell'impianto interno dell'antica collegiata eretta (1172 o 1179) durante il regno di Guglielmo II il Buono (1166-1189), completamente distrutto nel tragico e violentissimo terremoto del 20 marzo 1731, attesta che i precordi di Carlo I d'Angiò vennero ivi custoditi.
Gli successe il figlio Carlo lo Zoppo, che al momento della successione era prigioniero in Aragona.

## Un regno tra papi, sete di potere, tasse

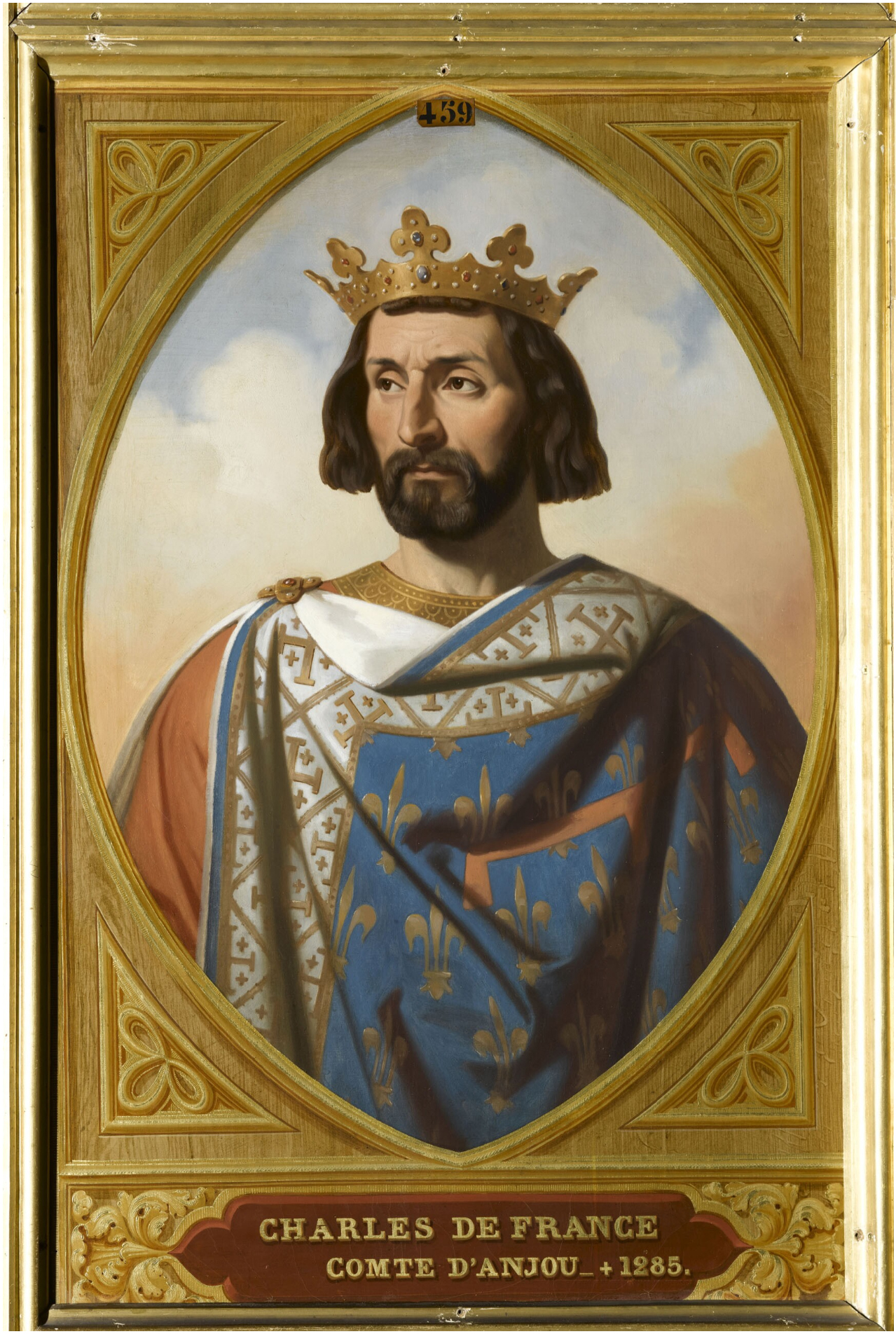
Ritratto di Carlo I d'Angiò (autore: Henry Decaisne, 1845 - Pinacoteca della Reggia di Versailles)

Negli anni tra il 1246 e il 1278 Carlo I d'Angiò, con un'intensa attività militare e diplomatica, si impadronì gradualmente di moltissimi territori, tanto che, nel momento di maggior fulgore, finì per avere sotto il suo controllo un vero e proprio impero, che si estendeva da vaste zone della Francia centrale e delle Fiandre, alla Provenza e alla Borgogna, da gran parte dell'Italia, Sicilia compresa, all'Albania e al Peloponneso. Di particolare rilievo rimane la conquista della supremazia in Italia, che si deve certo in primis all'idea avuta da Urbano IV (o, meglio, dal suo maggiore consigliere, il cardinale Riccardo Annibaldi) di contrapporlo a Manfredi, ma che fu materialmente realizzata dal successore di Urbano, Clemente IV. Fu infatti grazie all'appoggio incondizionato, anche economico, di questo pontefice, che l'Angioino, divenuto il capo indiscusso della parte guelfa, in soli due anni riuscì ad annientare letteralmente la casa di Svevia, e quindi i ghibellini, sconfiggendo e uccidendo prima Manfredi, poi Corradino.
Dopo la morte di Clemente IV e il lunghissimo conclave viterbese che la seguì, l'elezione di Gregorio X non piacque certo a Carlo, poiché il pontefice piacentino non gli mostrò mai particolare amicizia, cercando anzi un atteggiamento di corretta equidistanza con i suoi avversari. Morto Gregorio nel 1276 anche i tre papi che, nello stesso 1276, si susseguirono a distanza di pochi mesi uno dall'altro (Innocenzo V, Adriano V e Giovanni XXI), non furono graditi, per un motivo o per l'altro, al sovrano angioino; le cose poi peggiorarono ulteriormente per lui il 25 novembre 1277 con l'elezione di Niccolò III, un Orsini, da sempre nemico di Carlo, e che non mancò di manifestargli la sua ostilità, seppur ammantata da una formale correttezza. Accadde così che, per un decennio, l'Angioino non trovò più sostegno nei papi e ciò contribuì non poco a limitare la sua influenza, e non solo in Italia. Né valse a migliorare le cose l'ascesa al soglio di Pietro -il 22 febbraio 1281- di papa Martino IV, il vecchio amico Simon de Brion, per la cui elezione Carlo tanto si era adoperato anche in passato: oramai la situazione nel regno si era gravemente deteriorata e il supporto di questo pontefice amico non gli giovò particolarmente.
Le mire espansionistiche del sovrano lo avevano infatti portato a mettere in pratica una serie di misure che gli avevano alienato le simpatie dei sudditi. Diffidando della lealtà dei nobili italiani, aveva sostituito quasi ovunque i maggiorenti locali con uomini francesi, o comunque stranieri, di sua fiducia, generando diffuso malcontento. Aveva inoltre investito i suoi militari di un enorme potere, creando così momenti di grande disagio e tensione. Per di più, il fatto di dover mantenere pienamente operativo un imponente esercito, in guarnigioni spesso tra loro molto lontane, lo obbligava a elevate spese, per far fronte alle quali ricorreva a pesantissime imposizioni fiscali, da cui esentava il clero, con ulteriori conseguenze assai negative in mezzo al popolo. Il malcontento cominciò a manifestarsi sin dal 1273, con vari moti nell'Italia settentrionale, che causarono la progressiva perdita d'influenza di Carlo in molte zone del Piemonte, della Liguria, della Lombardia e della Toscana; furono quelli i primi importanti segnali di una situazione generalmente negativa nei territori dominati dal sovrano angioino, situazione che trovò poi il suo momento più esplosivo nel 1282 con la rivolta dei Vespri Siciliani. Si trattò in realtà di una rivolta da tempo fomentata e preparata, anche per opera di Pietro III d'Aragona, non a caso marito di Costanza di Hohenstaufen, figlia di Manfredi, cosicché il desiderio di nuove conquiste del sovrano aragonese finì per sommarsi alla brama di vendetta della moglie. Alla fine, come sopra meglio precisato, lo scontro con Pietro d'Aragona espose Carlo a una serie di insuccessi - con la conseguente perdita della Sicilia - che si protrassero poi fino al 1285, anno della sua morte.
Il giudizio degli storici nei confronti del re angioino è stato sin dall'inizio molto controverso, diviso tra coloro che hanno fermamente condannato la sua eccessiva sete di potere, la sua crudeltà, i suoi atteggiamenti dispotici e la sua spregiudicatezza, e coloro che, invece, ne hanno generosamente elogiato il coraggio, la religiosità e la fermezza. Così gli storici francesi si sono abitualmente espressi con toni molto positivi fino ad autentiche apologie, specie da parte di quelli che hanno visto in lui il vero erede e successore di Carlo Magno; i tedeschi invece, valutando molto negativamente l'annientamento della casa di Svevia - considerata un esempio di illuminato progresso -, lo hanno giudicato un brutale arrogante, avido e privo di sensibilità. Nella storiografia italiana sono prevalsi, fino alla fine del XIX secolo, i toni nazionalistici e antifrancesi, specie con riferimento alla vicenda dei Vespri Siciliani. Va comunque notato come, negli ultimi decenni, gli storici si siano espressi quasi ovunque con maggiore equilibrio, sottolineando luci e ombre del regno di Carlo e finendo per descriverlo come un sovrano brutale ma dotato di una religiosità quasi bigotta, introverso ma capace di impensabili momenti di sensibilità, onesto e cavalleresco ma anche crudele e arrogante; esemplari, per queste valutazioni, rimangono le due guerre combattute (1266 e 1268) rispettivamente contro Manfredi e contro Corradino, in cui le sue vittorie risultarono favorite sia da coraggiosa determinazione sia da spregiudicata furbizia. Un simile giudizio equanime era stato anticipato secoli prima da Dante, che, pur non amando particolarmente il re angioino, lo colloca nell'Antipurgatorio tra le anime che stanno per incominciare la loro espiazione, in mezzo a molti altri sovrani tra i quali proprio il suo grande avversario Pietro III d'Aragona, che il poeta descrive mentre canta la Salve Regina insieme con Carlo.

## Araldica

Lo stemma di Carlo d'Angiò, fino al 1246. Lo scudo coi gigli di Francia, con una bordatura carica di castelli, che si riferivano alla Castiglia, paese di origine della madre
Nel 1246, Carlo cambiò lo stemma, sostituendo la bordatura con un lambello (comunemente definito anche rastrello)
Nel 1277, dopo l'acquisto del titolo del regno di Gerusalemme cambiò ancora il blasone, aggiungendo lo stemma di Gerusalemme

## Matrimoni e discendenza

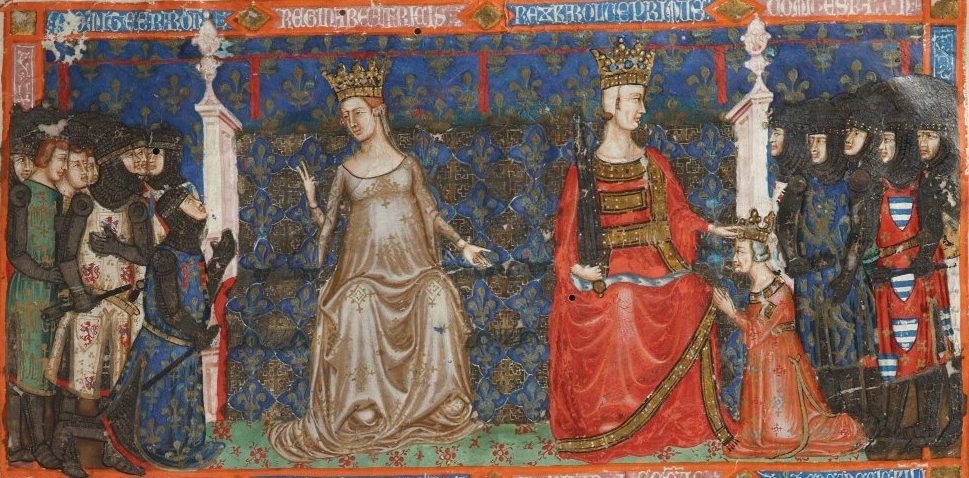
Beatrice e Carlo in trono (Bibbia Angiò)

Dal suo primo matrimonio con Beatrice di Provenza, nipote della illuminata contessa Garsenda de Sabran, nacquero sette figli:
- Luigi (1248 † 1248);
- Bianca di Napoli (1250-14 luglio 1269), andata in sposa nel 1265 al conte di Fiandra Roberto di Dampierre (1249 † 1322);
- Beatrice (1252-novembre/dicembre 1275), andata in sposa nel 1273 a Filippo di Courtenay, imperatore titolare di Costantinopoli;
- Carlo (1254 – 1309), re di Napoli, conte d'Angiò e del Maine, conte di Provenza e Forcalquier;
- Filippo (1256-1277), re titolare di Sardegna e re titolare di Tessalonica, sposato nel 1271 con Isabella di Villehardouin, principessa d'Acaia e di Morea;
- Roberto (1258-1265);
- Isabella (1261-ca. 1300), andata in sposa al re d'Ungheria, Ladislao IV.

Dal secondo matrimonio, con Margherita di Borgogna nacque solo una figlia:
- Margherita (gennaio/febbraio 1272-1276/1277).

## Ascendenza
|                           |                         |                          | Genitori                     |  |  | Nonni |  |  | Bisnonni             |  |  | Trisnonni           |  |
|                           |                         |                          |                              |  |  |       |  |  | Luigi VII il Giovane |  |  | Luigi VI di Francia |  |
|                           |                         |                          |                              |  |  |       |  |  | Luigi VII il Giovane |  |  | Luigi VI di Francia |  |
|                           |                         | Adelaide di Savoia       |                              |  |  |       |  |  | Luigi VII il Giovane |  |  |                     |  |
| Filippo II di Francia     |                         |                          |                              |  |  |       |  |  | Luigi VII il Giovane |  |  |                     |  |
|                           |                         | Adèle di Champagne       | Tebaldo II di Champagne      |  |  |       |  |  |                      |  |  |                     |  |
|                           |                         | Adèle di Champagne       | Tebaldo II di Champagne      |  |  |       |  |  |                      |  |  |                     |  |
|                           |                         | Adèle di Champagne       | Matilde di Carinzia          |  |  |       |  |  |                      |  |  |                     |  |
| Luigi VIII di Francia     |                         | Adèle di Champagne       |                              |  |  |       |  |  |                      |  |  |                     |  |
|                           |                         | Baldovino V di Hainaut   | Baldovino IV di Hainaut      |  |  |       |  |  |                      |  |  |                     |  |
|                           |                         | Baldovino V di Hainaut   | Baldovino IV di Hainaut      |  |  |       |  |  |                      |  |  |                     |  |
|                           |                         | Baldovino V di Hainaut   | Alice di Namur               |  |  |       |  |  |                      |  |  |                     |  |
| Isabella di Hainaut       |                         | Baldovino V di Hainaut   |                              |  |  |       |  |  |                      |  |  |                     |  |
|                           |                         | Margherita I di Fiandra  | Teodorico di Alsazia         |  |  |       |  |  |                      |  |  |                     |  |
|                           |                         | Margherita I di Fiandra  | Teodorico di Alsazia         |  |  |       |  |  |                      |  |  |                     |  |
|                           |                         | Margherita I di Fiandra  | Sibilla d'Angiò              |  |  |       |  |  |                      |  |  |                     |  |
| Carlo d'Angiò             |                         | Margherita I di Fiandra  |                              |  |  |       |  |  |                      |  |  |                     |  |
|                           | Sancho III di Castiglia | Alfonso VII di León      |                              |  |  |       |  |  |                      |  |  |                     |  |
|                           | Sancho III di Castiglia | Alfonso VII di León      |                              |  |  |       |  |  |                      |  |  |                     |  |
|                           | Sancho III di Castiglia | Berengaria di Barcellona |                              |  |  |       |  |  |                      |  |  |                     |  |
| Alfonso VIII di Castiglia | Sancho III di Castiglia |                          |                              |  |  |       |  |  |                      |  |  |                     |  |
|                           |                         | Bianca Garcés di Navarra | García IV Ramírez di Navarra |  |  |       |  |  |                      |  |  |                     |  |
|                           |                         | Bianca Garcés di Navarra | García IV Ramírez di Navarra |  |  |       |  |  |                      |  |  |                     |  |
|                           |                         | Bianca Garcés di Navarra | Margherita de l'Aigle        |  |  |       |  |  |                      |  |  |                     |  |
| Bianca di Castiglia       |                         | Bianca Garcés di Navarra |                              |  |  |       |  |  |                      |  |  |                     |  |
|                           |                         | Enrico II d'Inghilterra  | Goffredo V d'Angiò           |  |  |       |  |  |                      |  |  |                     |  |
|                           |                         | Enrico II d'Inghilterra  | Goffredo V d'Angiò           |  |  |       |  |  |                      |  |  |                     |  |
|                           |                         | Enrico II d'Inghilterra  | Matilde d'Inghilterra        |  |  |       |  |  |                      |  |  |                     |  |
| Eleonora d'Inghilterra    |                         | Enrico II d'Inghilterra  |                              |  |  |       |  |  |                      |  |  |                     |  |
|                           |                         | Eleonora d'Aquitania     | Guglielmo X di Aquitania     |  |  |       |  |  |                      |  |  |                     |  |
|                           |                         | Eleonora d'Aquitania     | Guglielmo X di Aquitania     |  |  |       |  |  |                      |  |  |                     |  |
|                           |                         | Eleonora d'Aquitania     | Aénor di Châtellerault       |  |  |       |  |  |                      |  |  |                     |  |
|                           |                         | Eleonora d'Aquitania     |                              |  |  |       |  |  |                      |  |  |                     |  |

### Esplicative
1. ↑  Nel 1282, a seguito dei Vespri Siciliani, Pietro III d'Aragona si impossessò dell’isola siciliana, lasciando a Carlo la sola Italia meridionale.
2. ↑  La scelta definitiva di questo secondo nome, Carlo, che era assai raro tra i Capetingi, voleva in realtà sottolineare la discendenza del padre di Carlo, Luigi VIII, da Carlo di Lorena, ultimo dei Carolingi. In  Peter Herde, CARLO I d'Angiò, re di Sicilia, in Dizionario biografico degli italiani, vol. 20, Roma, Istituto dell'Enciclopedia Italiana, 1997. URL consultato l'11 gennaio 2023.
3. ↑  I due fratelli che gli premorirono furono Giovanni e Filippo Dagoberto: proprio da Giovanni Carlo ereditò l'Angiò ed il Maine (cfr. P. Herde, op. cit.).
4. ↑  Il fatto, certamente inusuale, che tutte le quattro figlie di Raimondo Berengario IV siano, nel tempo, divenute regine, ha suscitato l'interesse anche di Dante che, nel sesto Canto del Paradiso dedica una terzina (vv.133-135) al conte di Provenza, ricordando peraltro i meriti avuti, in questi fortunati matrimoni, dal Gran siniscalco del conte, Romeo di Villanova, uomo di cui il poeta loda poi l'onestà e la dignità
5. ↑  Nonostante Raimondo Berengario IV avesse riunito sotto di sé i titoli di conte di Provenza e di Forcalquier, Carlo mantenne sino alla morte ambedue i titoli. Cfr. Augustin Fabre, Histoire de Provence, Marsiglia, 1833-34.
6. ↑  Alfonso e Giovanna furono gli ultimi conti di Tolosa: infatti alla loro morte - avvenuta per dissenteria durante l'ottava crociata il 20 e 21 agosto 1270, ad un giorno di distanza uno dall'altra -, dal momento che erano senza figli, i loro feudi vennero annessi alla corona di Francia. In  Tolosa, in Enciclopedia Italiana, Roma, Istituto dell'Enciclopedia Italiana.
7. ↑  La casa di Baux, discendente da Gerberga di Provenza, ultima Contessa della dinastia di Provenza, aveva ricevuto i diritti al trono del regno di Arles dall'imperatore Federico II nel 1215.
8. ↑  Quando, sotto il pontificato di papa Niccolò III (1277-1280), l'imperatore Rodolfo d'Asburgo pensò di ricostituire il regno di Arles, dovette trattare con Carlo e fu trovato tra i due sovrani un accordo in seguito al quale, al momento delle nozze tra il nipote di Carlo, Carlo Martello, figlio di Carlo lo Zoppo, e Clemenza, figlia di Rodolfo, l'imperatore avrebbe ricostituito il regno di Arles per assegnarlo a Carlo lo Zoppo, che, a sua volta, avrebbe dovuto cederlo immediatamente ai due giovani sposi. L'accordo -in attesa che Carlo Martello raggiungesse l'età canonica per il matrimonio- ebbe numerosi avversari: il conte Filippo I di Savoia, il duca Roberto II di Borgogna, il conte della Franca Contea, Ottone IV di Borgogna e vari altri feudatari della Provenza e della Borgogna. Peraltro le mire di Carlo sul regno di Arles, con tutte le altre sue ambizioni, furono rese vane dalla sconfitta subita in seguito ai Vespri Siciliani.
9. ↑  La trattativa che finalmente Carlo concluse con Clemente IV, grazie anche all'intervento di un altro legato pontificio, il cardinale Simon de Brion, futuro papa Martino IV, prevedeva, da parte di Carlo, una serie di concessioni al pontefice sia territoriali, sia economiche. Il sovrano si impegnava infatti a lasciare alla Chiesa la città di Benevento ed il territorio ad essa circostante, a non avere cariche o possedimenti nello Stato della Chiesa, a restituire il Regno di Sicilia alla Chiesa in caso di mancanza di eredi diretti; La Chiesa avrebbe inoltre ricevuto la somma una tantum di 50000 sterline, nonché un tributo annuo di 8000 once d'oro; il clero sarebbe stato esente dalla giurisdizione penale e civile regia ed avrebbe goduto dell'esenzione fiscale; infine, oltre ad altre norme minori in abrogazione delle leggi sveve, il re angioino avrebbe dovuto inviare ogni anno 300 cavalieri corazzati all'esercito pontificio e, in segno di vassallaggio, un cavallo bianco al papa ogni tre anni. In  Peter Herde, CARLO I d'Angiò, re di Sicilia, in Dizionario biografico degli italiani, vol. 20, Roma, Istituto dell'Enciclopedia Italiana, 1997. URL consultato l'11 gennaio 2023.
10. ↑  Tra le cause della sconfitta sveva non va sottaciuta la spregiudicata iniziativa dei capi guelfi di far colpire dai fanti e dagli arcieri i destrieri dei cavalieri nemici, cosa ritenuta all'epoca sleale e scorretta: v. Cesare Pinzi Storia della Città di Viterbo, Roma, 1887, vol. II - pag. 176; lo storico viterbese, riprendendo le Cronache del Pipino, riporta il grido degli angioini «Agli stocchi, agli stocchi, a ferire i destrieri!».
11. ↑  In realtà entrambi i sovrani volevano guadagnare tempo e si accordarono per una colossale messinscena: stabilirono infatti che la tenzone si sarebbe dovuta svolgere il 1º giugno 1284 nei pressi di Bordeaux, zona allora sotto il dominio inglese e pertanto ritenuta neutrale. Tuttavia ognuno dei due, nel giorno stabilito, si presentò sul luogo dello scontro con i suoi cavalieri ad un'ora diversa rispetto all'avversario. Fu così facile per ciascuno dei sovrani accusare l'altro di viltà, autoproclamandosi vincitore. In  Peter Herde, CARLO I d'Angiò, re di Sicilia, in Dizionario biografico degli italiani, vol. 20, Roma, Istituto dell'Enciclopedia Italiana, 1997. URL consultato l'11 gennaio 2023.

### Bibliografiche
1. 1 2 3 4 5 6 7 8   Peter Herde, CARLO I d'Angiò, re di Sicilia, in Dizionario biografico degli italiani, vol. 20, Roma, Istituto dell'Enciclopedia Italiana, 1997. URL consultato l'11 gennaio 2023.
2. ↑  (EN) The Editors of Enciclopedia Britannica, Charles I, su britannica.com. URL consultato l'11 gennaio 2023.
3. 1 2  Dunbabin, 1998, p. 10.
4. 1 2  Runciman, 1976, pp. 98-99.
5. ↑  Dunbabin, 1998, pp. 3, 10.
6. 1 2 3 4 5  Dunbabin, 1998, p. 11.
7. 1 2  Runciman, 1976, p. 99.
8. ↑  Dunbabin, 1998, pp. 11-12.
9. ↑  Dunbabin, 1998, pp. 10-11.
10. ↑  Cox, 1974, pp. 145–146, 151.
11. 1 2  Dunbabin, 1998, p. 42.
12. ↑  Cox, 1974, pp. 142, 147.
13. ↑  Cox, 1974, p. 152.
14. ↑  Cox, 1974, p. 153.
15. ↑  Dunbabin, 1998, p. 13.
16. ↑  Takayama, 2004, p. 78.
17. ↑  Dunbabin, 1998, p. 30.
18. 1 2  Runciman, 1976, p. 101.
19. ↑  Dunbabin, 1998, p. 44.
20. ↑  Asbridge, 2012, p. 580.
21. ↑  Lock, 2006, p. 10.
22. ↑  Lock, 2006, pp. 177-178.
23. 1 2 3  Dunbabin, 1998, p. 194.
24. ↑  Lock, 2006, p. 108.
25. 1 2  Runciman, 1976, p. 102.
26. ↑  Runciman, 1958, p. 73.
27. ↑  Dunbabin, 1998, p. 50.
28. ↑  Dunbabin, 1998, p. 43.
29. 1 2  Runciman, 1976, p. 103.
30. 1 2  Dunbabin, 1998, p. 48.
31. 1 2  Dunbabin, 1998, p. 47.
32. ↑  Dunbabin, 1998, p. 46.
33. ↑  Runciman, 1976, pp. 41, 80-81.
34. ↑  Lock, 2006, p. 109.
35. ↑  Dunbabin, 1998, p. 6.
36. ↑  Nicholas, 1992, pp. 156-157.
37. 1 2  Dunbabin, 1998, p. 37.
38. ↑  Nicholas, 1992, p. 157.
39. 1 2 3  Runciman, 1976, pp. 102-103.
40. ↑  Dunbabin, 1998, p. 38.
41. ↑  Runciman, 1958, pp. 74-75.
42. ↑  Runciman, 1976, pp. 104-105.
43. ↑  Dunbabin, 1998, p. 79.
44. ↑  Cox, 1974, pp. 285-286.
45. ↑  Lock, 2006, p. 111.
46. ↑  Runciman, 1958, p. 63.
47. ↑  Housley, 1982, p. 17.
48. ↑  Takayama, 2004, p. 76.
49. 1 2  Housley, 1982, p. 18.
50. ↑  Runciman, 1958, p. 74.
51. ↑  Runciman, 1958, pp. 75-76.
52. ↑  Dunbabin, 1998, pp. 77-78.
53. ↑  Dunbabin, 1998, p. 131.
54. 1 2 3  Runciman, 1958, p. 78.
55. 1 2  Dunbabin, 1998, p. 132.
56. 1 2  Runciman, 1958, p. 79.
57. 1 2 3  Runciman, 1958, p. 81.
58. 1 2 3  Runciman, 1958, p. 82.
59. ↑  Runciman, 1958, pp. 82-83.
60. ↑  Dunbabin, 1998, pp. 132-133.
61. 1 2  Runciman, 1958, p. 87.
62. 1 2  Dunbabin, 1998, p. 133.
63. ↑  Il titolo esatto, nella bolla papale di nomina, era: Re d'Ambedue le Sicilie (Rex utriusque Siciliae),
64. 1 2 3  Housley, 1982, p. 19.
65. 1 2  Runciman, 1958, p. 90.
66. ↑  Runciman, 1958, p. 91.
67. 1 2 3  Runciman, 1958, p. 96.
68. ↑  Housley, 1982, p. 16.
69. ↑  Runciman, 1958, p. 136.
70. ↑  Dunbabin, 1998, p. 89.
71. ↑  Come detto, la battaglia fu in realtà combattuta ai Piani Palentini, tra Scurcola Marsicana ed Albe, mentre Tagliacozzo era solo il centro abitato più vicino. Anche in questa battaglia Carlo supplì all'inferiorità numerica con uno spregiudicato stratagemma, ideato dal suo luogotenente Erard de Valéry, sul modello di un espediente usato dai saraceni nelle crociate. Infatti, mentre Carlo rimaneva con il grosso dell'esercito nascosto dietro un avvallamento del terreno, venne mandato avanti in battaglia, con tutta l'avanguardia angioina preceduta dagli stendardi reali, il suo aiutante Henry de Cousances, che aveva a sua volta indossato l'armatura del re. A questo punto tutto l'esercito svevo si gettò contro gli uomini del Cousances, travolgendoli ed uccidendo il nobile francese; convinti di aver ucciso il re, i ghibellini ruppero gli schieramenti, lasciandosi andare al saccheggio ed a grandi scene di giubilo: fu allora assai facile per Carlo piombare con il grosso delle sue forze sugli sprovveduti avversari, sbaragliandoli. L'episodio è citato con dovizia di particolari e citazioni da Cesare Pinzi, op. cit., vol. II - pagg. 228 e segg..
72. ↑  Benché, in Europa, tutti fossero indignati per la brutale esecuzione di un rivale di stirpe reale, Carlo si giustificò dicendo che non avrebbe potuto regnare sicuro (ed il silenzio di papa Clemente IV fu interpretato come assenso) finché l'erede legittimo del regno di Sicilia fosse rimasto in vita.
73. ↑  Secondo Ornella Mariani (Corradino di Svevia, op. cit. in Collegamenti esterni), più che un silenzio-assenso, da parte di Clemente IV vi sarebbe stato un vero e proprio consenso all'esecuzione di Corradino: il pontefice avrebbe infatti scritto di suo pugno un biglietto a Carlo con le parole Mors Corradini Vita Caroli, Vita Corradini Mors Caroli; su questa posizione è anche Antonio Parlato, Corradino di Svevia, l'ultimo ghibellino, Adda, Bari, 2002, pagg. 124 e segg..Per altri storici, viceversa, il fatto sarebbe pretestuoso ed ideato dalla corte angioina per accreditare l'idea che Corradino fosse in realtà un mortale nemico della Chiesa, giustificando così la sua uccisione come una legittima necessità (vedi Salvatore Tramontana, Il mezzogiorno medievale, Carocci, Roma, 2000, pagg. 86 e segg.). La verità è che, comunque, l'uccisione di Corradino era necessaria per Carlo.
74. ↑  Secondo Sylvie Pollastri, Le "Liber donatium" et la conquête angevine du royaume de Sicile (1268-1281), Roma: École française de Rome, MEFRM: Mélanges de l'École française de Rome: Moyen Âge: 116, 2, 2004, p. 689, dei 29 feudi che coprivano le antiche signorìe normanne di Conza e di Balvano, della contea di Ariano e della parte settentrionale della vallata di Vitalba, solo quattro restarono nelle mani dei nobili "regnicoli" (Apice, Gesualdo, baronia di Morra, Montilario in Val Cervaro).
75. ↑   N. Tomaiuoli, Lucera, il Palazzo dell'Imperatore e la Fortezza del Re, Lucera, 1991,  pp. 33-39.
76. ↑   Capitolari ovvero Statuti del reverendiss. Capitolo della cattedrale d'Ariano, nell'anno 1736. Formati sotto il presulato dell'illustriss. e reverendiss. padre e signore mons. vesc. Filippo Tipaldi da Cesare Rossi, Stamperia Arcivescovile, 1737,  p. 8.
77. ↑  Il termine conclave, per indicare la riunione dei cardinali per l'elezione del papa entrò in uso proprio da questa elezione viterbese, con riferimento all'espressione latina clausi cum clave, poiché i cardinali furono veramente rinchiusi nel palazzo ove erano riuniti da parte dei cittadini di Viterbo, esasperati dalle loro lungaggini. Va peraltro osservato come tecnicamente vadano chiamate con il termine conclave le elezioni papali tenutesi dopo l'entrata in vigore della costituzione apostolica Ubi Periculum, promulgata da papa Gregorio X nel 1274 durante il secondo Concilio di Lione.
78. ↑  Carlo approfittò delle divisioni politiche, nazionali e personali dei cardinali per lungo tempo. Il successore di Clemente IV, Tedaldo Visconti, che sceglierà il nome di Gregorio X e che, comunque, non si dimostrerà particolarmente vicino a Carlo, fu eletto solo il 1º settembre 1271.
79. ↑  Peraltro i Della Torre, tiranni in Milano ed in altre città lombarde, pur essendo guelfi si allarmarono e cominciarono ad essere diffidenti nei confronti dell'Angioino.
80. ↑  Guido Da Corvara, Historia Pisana fragmenta, ed. A.L. Muratori, Rerum Italicarum Scriptores, t. XXIV, 1723/51.
81. ↑  A differenza di quanto molti credono, Alfonso III di Poitiers e la moglie Giovanna, che lo aveva accompagnato nella crociata, non morirono in Africa ma, una volta colpiti entrambi dalla dissenteria, tentarono di rientrare in Francia. Tuttavia, giunti in Italia, morirono sul litorale laziale, nella località di Corneto, l'odierna Tarquinia, ad un giorno di distanza uno dall'altra.
82. ↑  Il corpo del re francese, come avveniva in queste circostanze, fu sottoposto ad ebollizione, per evitarne la decomposizione.
83. ↑  Purtroppo per Carlo, il giorno dopo una terribile tempesta colpì le sue navi alla fonda affondandole quasi tutte, con relativa morte di molti dei soldati imbarcati, che avrebbero potuto altrimenti essere utilizzati per i progetti balcanici.
84. ↑  Essendo il figlio di Carlo, Filippo d'Angiò, deceduto nel 1277, prima di Guglielmo II, quando quest'ultimo morì, l'anno successivo, Carlo divenne direttamente principe d'Acaia.
85. ↑  Carlo si era battuto, invano, assieme a suo nipote, il nuovo re di Francia Filippo III, affinché a Viterbo fosse eletto nuovamente un francese.
86. ↑  La riunificazione venne perfezionata durante il concilio di Lione il 6 luglio 1274 e prevedeva il riconoscimento da parte della Chiesa cristiana ortodossa del primato della Chiesa di Roma e delle sue dottrine. In realtà questa unione - fortemente osteggiata dalla Chiesa bizantina e dallo stesso figlio dell'imperatore, Andronico - durò solo pochi anni, fino alla morte di Michele Paleologo avvenuta nel 1282
87. ↑  Tale acquisizione, peraltro nominale e senza risvolti territoriali visto che il Regno, dopo la perdita di Gerusalemme e dell'entroterra della Palestina si era ridotto a poche città costiere peraltro sotto il controllo dei sovrani ciprioti, al tempo rappresentati da Ugo III di Cipro, che aveva ottenuto il trono nel 1268, alla morte di Corradino di Svevia, essendo l'unico parente prossimo rimasto della casa reale, da parte di madre. A Ugo, rimasero fedeli alcune città come Tiro, Beirut e Tripoli e i suoi diritti furono ereditati dal figlio, Giovanni II.
88. ↑  Nel giugno del 1277 una flotta angioina, guidata da Ruggero Sanseverino, arrivò a San Giovanni d'Acri, riuscendo a convincere i crociati Ospitalieri che tenevano la piazzaforte a riconoscere Carlo come re di Gerusalemme; v. P. Herde, op. cit..Il sovrano poté così aggiungere al suo stemma araldico la croce di Gerusalemme.
89. ↑  Alfonso X di Castiglia era re di Germania in contrapposizione prima a Riccardo di Cornovaglia e, dal 1273, a Rodolfo d'Asburgo.
90. ↑  I Della Torre con la sconfitta di Desio, il 21 gennaio 1277, persero il dominio su Milano.
91. ↑  Un soldato francese, certo Drouet, offese una nobildonna palermitana sul sagrato della Chiesa del Santo Spirito e fu ucciso, per reazione, dal marito di quest'ultima, scatenando di fatto l'attacco degli abitanti di Palermo contro i francesi.
92. ↑  Detto anche Lemanno o Alamannonno.
93. ↑  Benigno e Giarrizzo, Storia della Sicilia, cit., p. 1.
94. ↑  La spedizione era stata sovvenzionata principalmente dall'imperatore Michele VIII che, con l'attacco aragonese in Sicilia, sperava di distogliere Carlo dall'attacco in Grecia. La mediazione tra l'imperatore ed il sovrano aragonese era stata condotta da Giovanni da Procida.
95. ↑  L'istituto del giudizio di Dio era ormai in disuso, anche per la ferma opposizione della Chiesa, tanto che papa Martino IV si mostrò nettamente contrario a questa tenzone tra i due sovrani.
96. ↑  Clemente IV anticipò a Carlo tutto il denaro occorrente per le sue spedizioni militari, attingendo ai fondi della fiscalità pontificia (v. Cesare Pinzi, op. cit., vol II - pagg. 162 e segg.; lo storico viterbese fornisce un'accurata e documentatissima analisi -basandosi spesso su manoscritti originali - degli eventi di quegli anni che videro papa Clemente come straordinario protagonista).
97. ↑  Carlo tentò in ogni modo di costringere i cardinali ad eleggere un papa che gli fosse amico; durante il conclave lateranense del luglio 1276 compì, come custode del conclave, gravi vessazioni contro i cardinali italiani, contrapposte a sfacciati favori verso i porporati francesi. Ciò esasperò gli italiani che si accordarono per eleggere un papa di transizione nel malandato Adriano V, che morì infatti dopo soli 39 giorni. Anche nel successivo conclave viterbese del settembre dello stesso anno Carlo tentò inutilmente di influenzare il Sacro Collegio.
98. ↑  Secondo un'ipotesi molto interessante formulata da Franco Cardini e Marina Montesano nella loro Storia Medievale (Firenze,Le Monnier,2006, pagg.312 e segg.) proprio da questi comportamenti di Carlo I d'Angiò sarebbero nati quegli atteggiamenti di diffidenza nei confronti del potere centrale, accompagnati da locali prevaricazioni e violenze, che avrebbero caratterizzato nei secoli successivi l'aristocrazia meridionale, ed in particolare quella siciliana. Peraltro, secondo altri storici (Benigno e Giarrizzo, Storia della Sicilia, op. cit.), taluni comportamenti aggressivi ed arbitrarii della nobiltà siciliana vanno fatti risalire al precedente periodo della dominazione normanna, durante la quale ed in reazione alla quale sarebbero nati i Beati Paoli, il cui mito potrebbe essere considerato uno dei punti di partenza della mafia.
99. ↑  Secondo quanto riferisce il giornalista statunitense Selwyn Raab, che riprende frasi dette durante i suoi interrogatori dal boss mafioso Tommaso Buscetta, lo stesso termine mafia sarebbe un acronimo delle parole «Morte Alla Francia Italia Anela» ed il fenomeno mafioso sarebbe sorto durante i Vespri Siciliani; l'ipotesi, certo fantasiosa, appare peraltro sia storicamente che linguisticamente improponibile.
100. ↑  Proprio il comportamento oltraggioso di un soldato francese fu la scintilla che scatenò i Vespri Siciliani.
101. ↑  v. in particolare Émile G. Léonard, Les Angevins de Naples, Parigi, 1954.
102. ↑  v. specialmente il celeberrimo lavoro di Ferdinand Gregorovius, Storia della Città di Roma nel Medioevo,Torino, Einaudi, 1973.
103. ↑  Di grande rilievo rimane la famosa opera di Michele Amari La guerra del vespro siciliano, Parigi, 1843.
104. ↑  v. la parte conclusiva dell'articolo di Peter Herde, op. cit..
105. ↑  v. Purgatorio - Canto settimo, vv.97-136; Dante chiama Carlo «il nasuto», con riferimento al grosso naso che si dice egli avesse.

### Testi utilizzati
- (EN) Thomas Asbridge, The Crusades: The War for the Holy Land, Simon and Schuster, 2012, ISBN 978-1-84983-688-3.
- (EN) Eugene Cox, The Eagles of Savoy: The House of Savoy in Thirteenth-Century Europe, Princeton University Press, 1974, ISBN 978-0-691-05216-8.
- (EN) Jean Dunbabin, Charles I of Anjou: Power, Kingship and State-Making in Thirteenth-Century Europe, Bloomsbury, 1998, ISBN 978-1-78093-767-0.
- Jacques Le Goff, San Luigi, Torino, Einaudi, 1996, ISBN 978-88-06-12700-8, SBN MIL0308690.
- (EN) Peter Lock, The Routledge Companion to the Crusades, Routledge, 2006, ISBN 978-0-415-39312-6.
- Massimo Montanari, Storia medievale, Laterza, 2006, ISBN 978-88-420-6540-1, SBN AQ10081962.
- (EN) David Nicholas, Medieval Flanders, Longman, 1992, ISBN 978-0-582-01678-1.
- (EN) Steven Runciman, The Sicilian Vespers: A History of the Mediterranean World in the Later Thirteenth Century, Cambridge University Press, 1958, ISBN 978-1-107-60474-2.
- Steven Runciman, I Vespri siciliani : storia del mondo mediterraneo alla fine del tredicesimo secolo, Milano, Rizzoli, 1976  [1958], ISBN non esistente, SBN SBL0051404.
- Paolo Golinelli, Breve storia dell'Europa medievale: uomini, istituzioni, civiltà, 2ª ed., Pàtron, 2004, ISBN 978-88-555-2749-1.
- (EN) Hiroshi Takayama, Law and monarchy in the south, in David Abulafia (a cura di), Italy in the Central Middle Ages, 1000-1300, Oxford University Press, 2004, ISBN 978-0-19-924704-2.

### Approfondimenti
- John Julius Norwich, Bisanzio, Milano, Mondadori, 2000.
- Georg Aleksandrovič Ostrogorsky, "I Paleologhi", in Storia del mondo medievale, vol. III, 1999, pp. 559–618
- K. M. Setton, "I latini in Grecia e nell'Egeo dalla quarta crociata alla fine del medioevo", in Storia del mondo medievale, vol. III, 1999, pp. 619–658
- M. Dinic, "I Balcani (1018-1499)", in «Storia del mondo medievale», vol. IV, 1999, pp. 596–643
- Austin Lane Poole, "L'interregno in Germania", in «Storia del mondo medievale», vol. V, 1999, pp. 128–152
- Previté-Orton, "L'Italia nella seconda metà del XIII secolo", in «Storia del mondo medievale», vol. V, 1999, pp. 198–244
- Charles Petit-Dutaillis, "Luigi IX il Santo", in «Storia del mondo medievale», vol. V, 1999, pp. 829–864
- Edward Armstrong, "L'Italia al tempo di Dante", in Storia del mondo medievale, vol. VI, 1999, pp. 235–296
- Hilda Johnstone, "Francia: gli ultimi capetingi", in Storia del mondo medievale, vol. VI, 1999, pp. 569–607
- Paul Fournier, "Il regno di Borgogna o di Arles dall'XI al XV secolo", in «Storia del mondo medievale», vol. VII, 1999, pp. 383–410
- Francesco Benigno e Giuseppe Giarrizzo, Storia della Sicilia, vol. 3, ed. Laterza, Roma-Bari, 1999, ISBN 88-421-0535-X
- Cesare Pinzi, Storia della Città di Viterbo, Roma, Tipografia della Camera dei Deputati, 1887.
- Émile G. Léonard, Les Angevins de Naples, Parigi, Presses universitaires de France, 1954.
- Ferdinand Gregorovius, Storia della Città di Roma nel medioevo, Torino, Einaudi, 1973.
- Michele Amari, La guerra del vespro siciliano, Parigi, Baudry, 1843.
- Franco Cardini e Marina Montesano, Storia Medievale, Le Monnier, Firenze, 2006
- (FR)  Augustin Fabre, Histoire de Provence, Marsiglia, 1833-34.
- Antonio Parlato, Corradino di Svevia,l'ultimo ghibellino, Bari, Adda, 2002.
- (FR) Julien Théry, "Les Vêpres siciliennes", dans Les trente nuits qui ont fait l'histoire, Belin, 2014, p. 89-103, en ligne. ISBN 978-2-7011-9010-5
- Salvatore Tramontana, Il mezzogiorno medievale etc., Roma, Carocci, 2000.
- Guido Iorio, Carlo I d'Angiò. Biografia politicamente scorretta di un "parigino" a Napoli, Roma, GEDI, 2018, ISBN 978-8892340121.
- Peter Herde, CARLO I d'Angiò, re di Sicilia, in Dizionario biografico degli italiani, vol. 20, Roma, Istituto dell'Enciclopedia Italiana, 1977. URL consultato il 24 agosto 2017.